# 阿蘇山
阿蘇山（あそさん、あそざん）は、日本の九州中央部、熊本県阿蘇地方に位置する火山。カルデラを伴う大型の複成火山であり、活火山である。
阿蘇火山は、カルデラと中央火口丘で構成され、高岳、中岳、根子岳、烏帽子岳、杵島岳が阿蘇五岳と呼ばれている。
最高点は高岳の標高1,592メートル。カルデラは南北25キロメートル、東西18キロメートルに及び（屈斜路湖に次いで日本では第2位）面積380平方キロメートルと広大である。
2007年、日本の地質百選に「阿蘇」として選定された。2009年（平成21年）10月には、カルデラ内外の地域で、巨大噴火の歴史と生きた火口を体感できる「阿蘇ジオパーク」として日本ジオパーク、世界ジオパークに認定されている。「日本百名山」の一座としても取り上げられている。また、阿蘇くじゅう国立公園にも含まれる。

## 概要

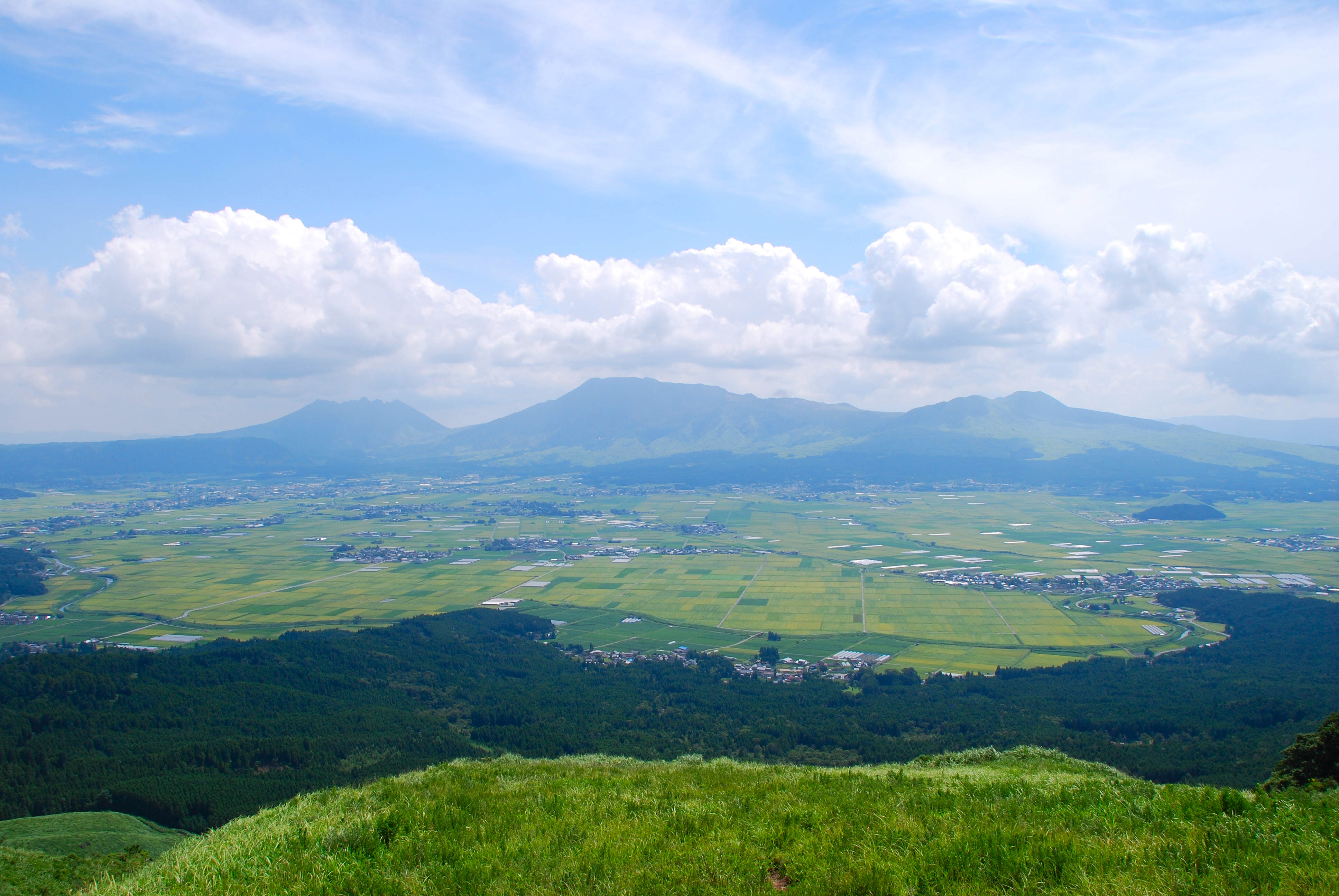
外輪山の大観峰から見たカルデラと阿蘇五岳

阿蘇山は、世界でも有数の大型カルデラと雄大な外輪山を持ち、「火の国」熊本県のシンボル的な存在として親しまれている。火山活動が平穏な時期には火口に近づいて見学できるが、活動が活発化したり、有毒ガスが発生した場合は火口付近の立入りが規制される。
阿蘇山のカルデラ内部に出来た中央火口丘群のうち、その中核を成しほぼ東西に一列に並ぶ根子岳、高岳、中岳、杵島岳、烏帽子岳の五峰を阿蘇五岳（あそごがく）と呼ぶ。北側の阿蘇谷方面から阿蘇五岳を見た姿は、釈迦が寝ている姿を表した涅槃像に似ていると言われている。阿蘇五岳の中央に位置する噴火口のある山が中岳、最高峰が高岳、ギザギザの山が根子岳である。各山の山頂付近は九重連山や雲仙岳と並ぶミヤマキリシマの一大群生地となっており、最盛期には南郷谷から烏帽子岳の斜面がピンクに染まる山肌を見ることができる。根子岳は地層調査によって他の山よりも古くからある山であることが分かり、カルデラ形成前からあったものであると推定されている。阿蘇山の南麓には名水として知られる白川水源がある。
阿蘇山は外輪山の内側を中心として阿蘇くじゅう国立公園に指定されており、温泉や観光・レジャースポットが点在する有数の観光エリアとなっている。夏になると多くのライダーがツーリングに訪れる。
噴火時の災害対策として、中岳火口周辺には退避壕が9つ建てられている。

## 名称
漢字の阿蘇山の「阿」は原点、「蘇」は蘇生復活を意味し、原点に返り復活する場所の意味とする説がある

## 地形

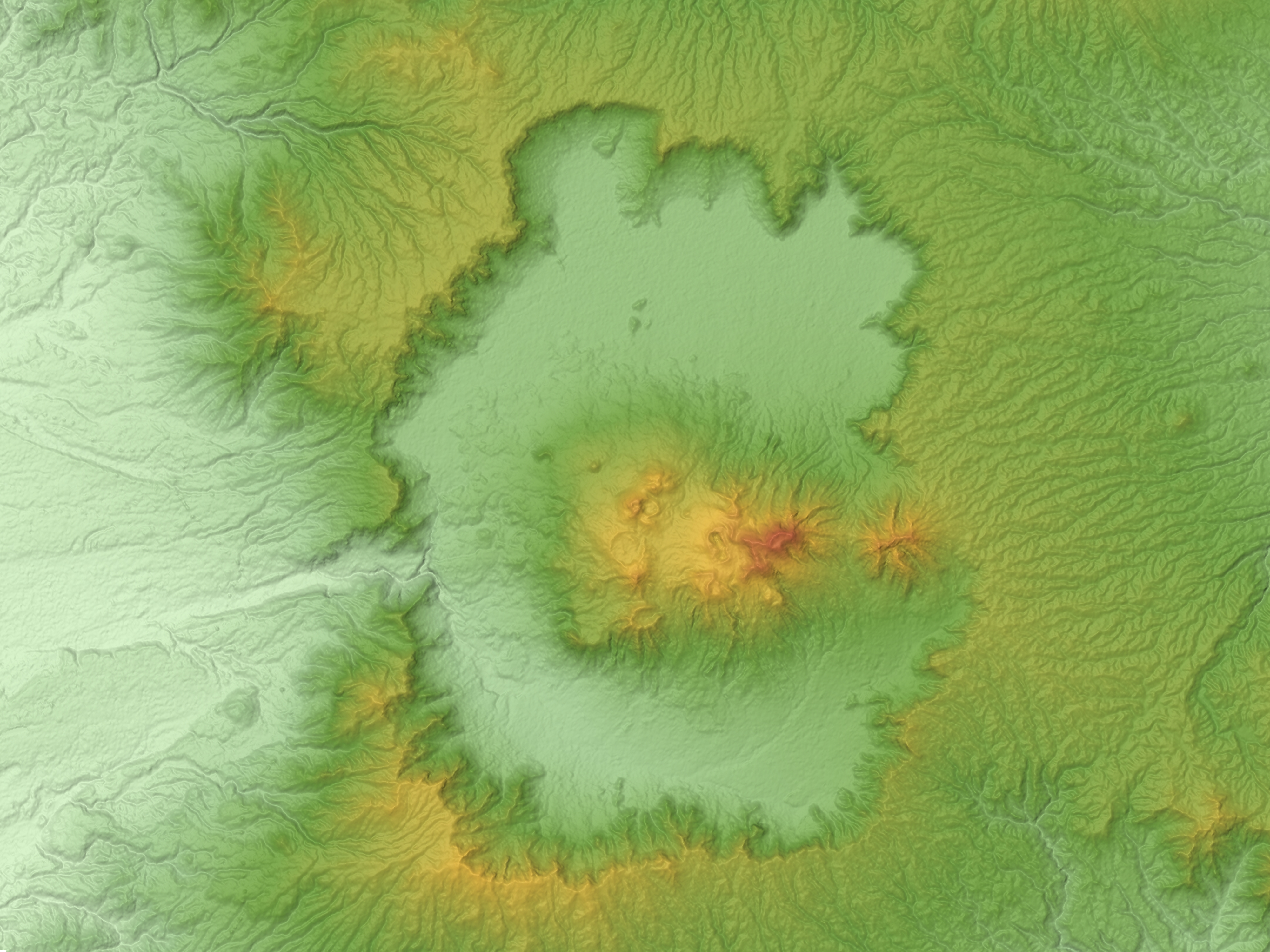
阿蘇カルデラの地形図

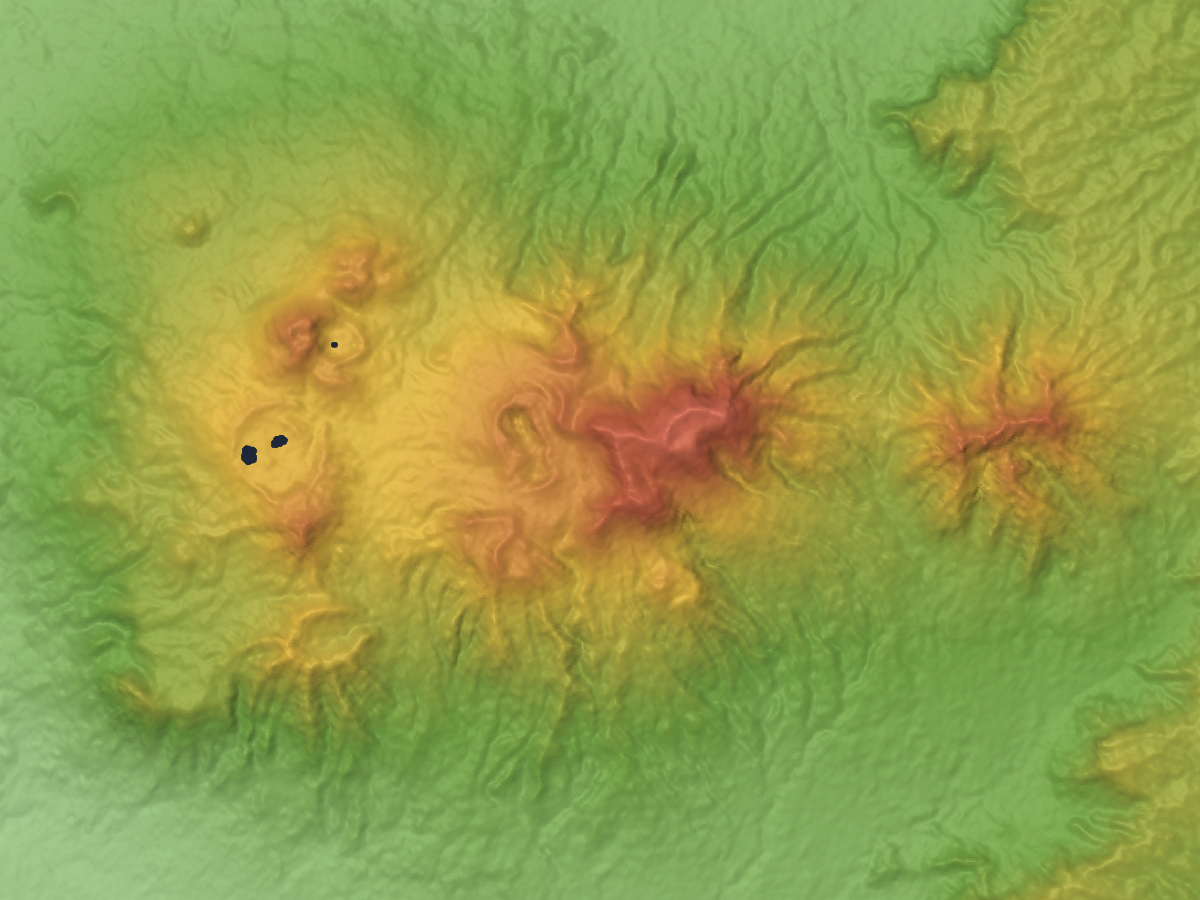
中央火口丘の地形図

### 山
最高峰の高岳（1,592.3メートル）をはじめとする中岳（1,506メートル）、根子岳（1,408メートル）、烏帽子岳（1,337メートル）、杵島岳（1,270メートル）の阿蘇五岳の他、往生岳（1,235メートル）などを含む1,000メートル級の山が連なる。烏帽子岳山頂には一等三角点「西烏帽子岳」、高岳山頂には三等三角点「高岳」、根子岳山頂東側の尾根には二等三角点「根子岳」が設置されている。
| 名称       | 種類       | 形成時期          | 備考                                                                   |
| ---------- | ---------- | ----------------- | ---------------------------------------------------------------------- |
| 中岳       | 成層火山   |                   | 中央火口丘の最高峰。7つの火口を持ち現在活動中の火山                    |
| 高岳       | 成層火山   |                   | 鷲ヶ峰火山の上に載る小型の成層火山                                     |
| 烏帽子岳   | 成層火山   |                   |                                                                        |
| 草千里ヶ浜 | 軽石丘     | 約27,000年前      | 二重の火口                                                             |
| 杵島岳     | スコリア丘 | 約4,000年前       |                                                                        |
| 往生岳     | スコリア丘 | 約3,600年前       |                                                                        |
| 米塚       | スコリア丘 | 約3,300年前       | 基底直径約380 m、比高約80 m                                            |
| 蛇ノ尾     | スコリア丘 | 4,900 - 4,100年前 | 米塚の溶岩流で大部分を埋められる                                       |
| 楢尾岳     | 成層火山   |                   | 北西に開いた馬蹄形の火口地形がある                                     |
| 御竈門山   | 成層火山   |                   | 長径800 mの東北東に開く馬蹄形火口がある                                |
| 夜峰山     | 火砕丘     |                   | 現在の山体は火砕丘の南半部にあたる                                     |
| 池の窪     | タフリング | 1万年より古い     | 夜峰山の北側にある                                                     |
| 根子岳     | 成層火山   | 約15万年前        | 中央火口丘の他の火山より古く、Aso-4の大噴火前の火山（Aso-3よりも古い） |

### 中央火口丘群
「阿蘇山」は、狭義にその中央火口丘群である根子岳、高岳、中岳、烏帽子岳、杵島岳の5峰の総称を指すこともある。最高地点は高岳の1,592メートルで、「ひごくに（肥後国）」の語呂合わせで覚えられる。中岳の火口は現在も噴煙を上げ続け時々噴火する活火山で、火口西側まで道路（阿蘇山公園道路）が通じている。

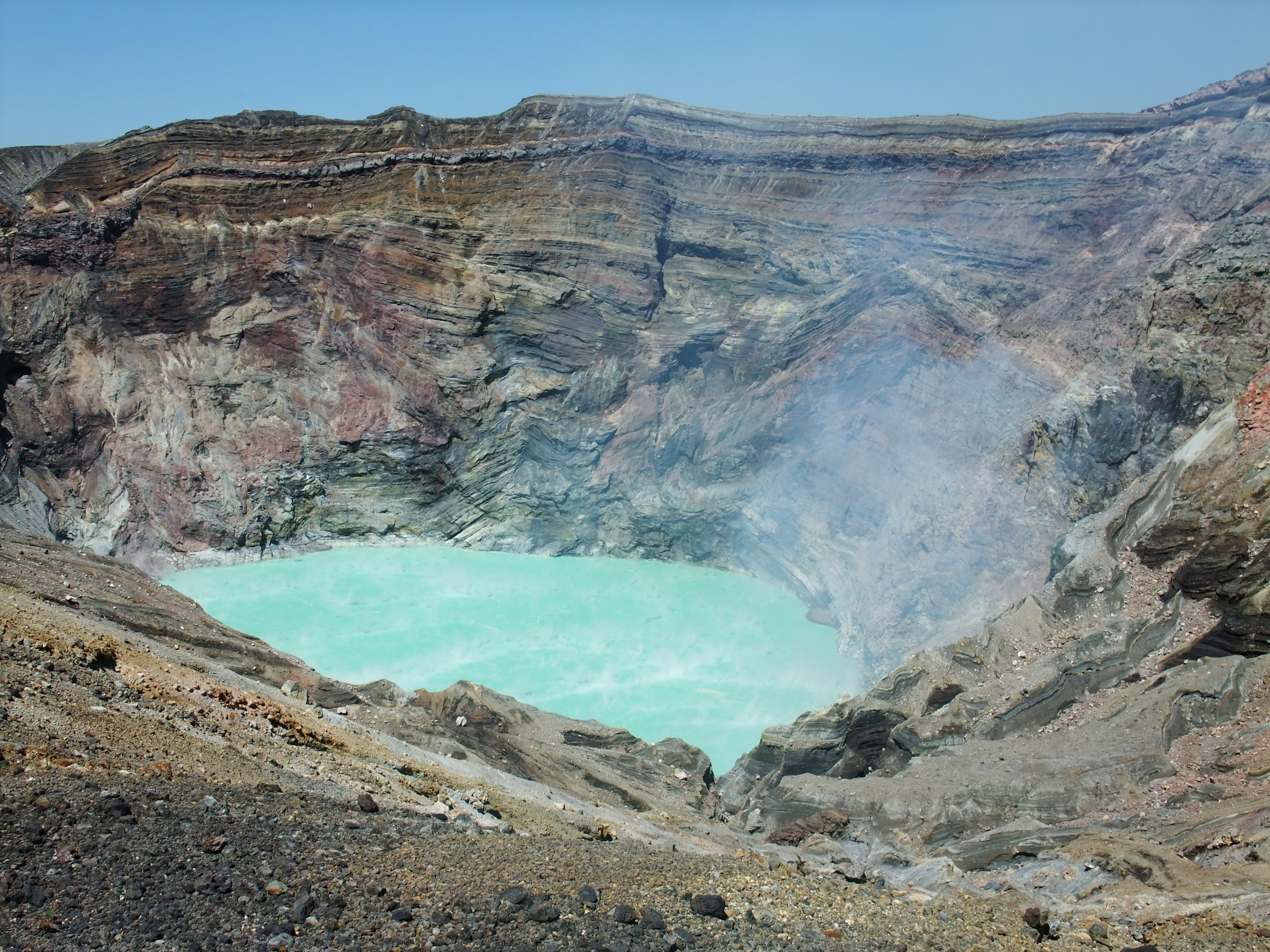
中岳火口 2009年
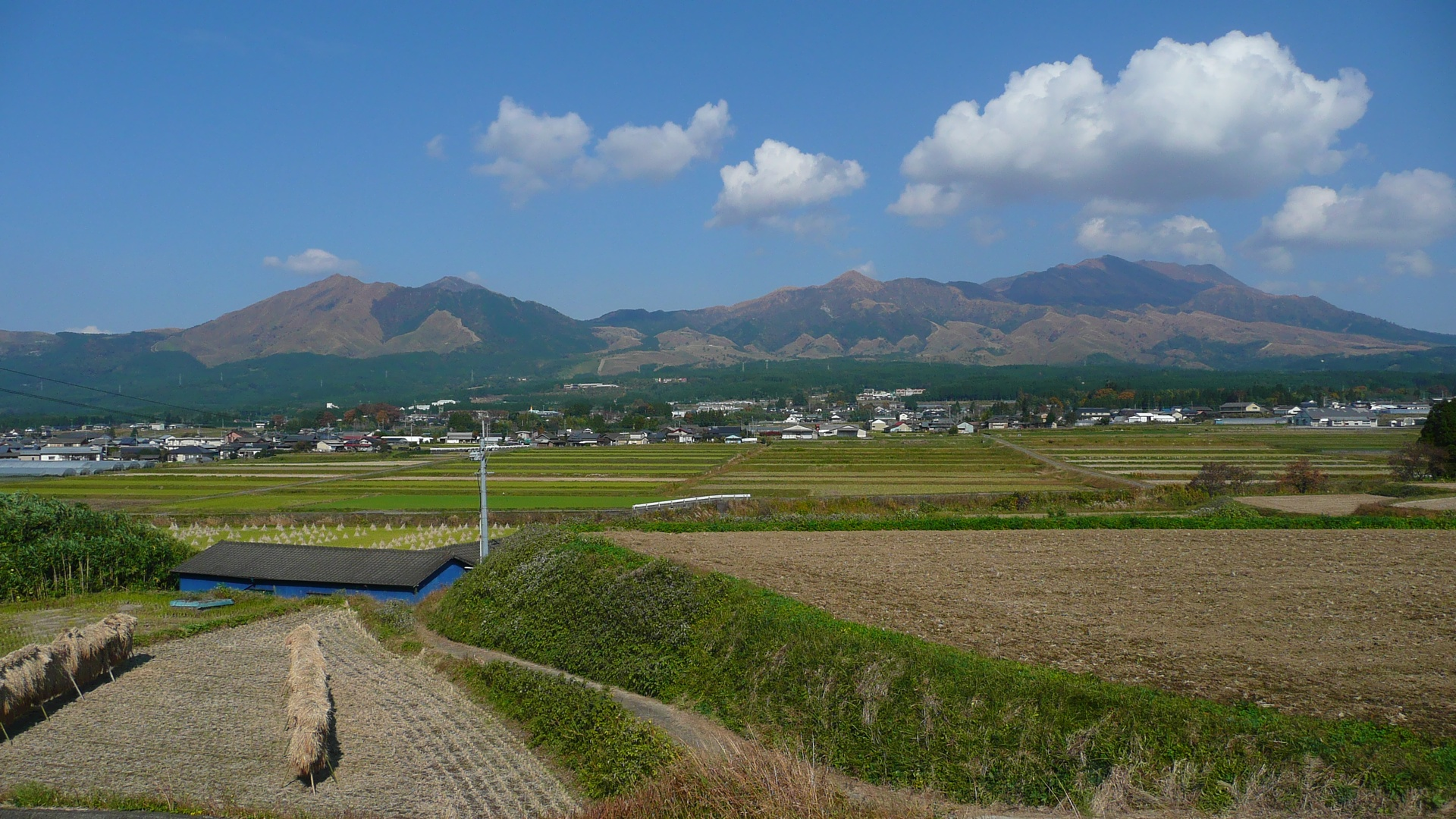
南阿蘇村から見た中央火口丘群
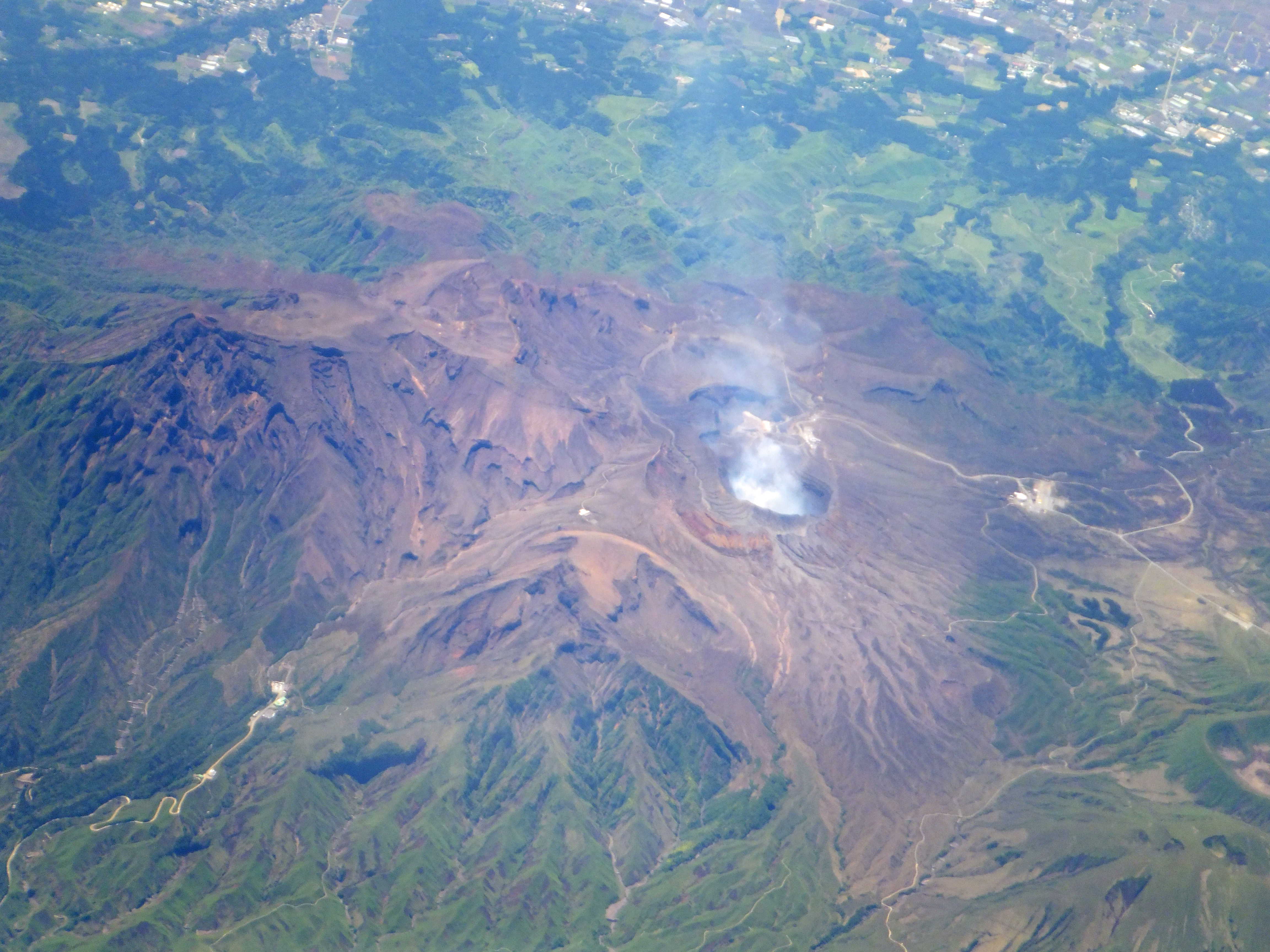
中央火口丘拡大空撮

### 阿蘇カルデラ

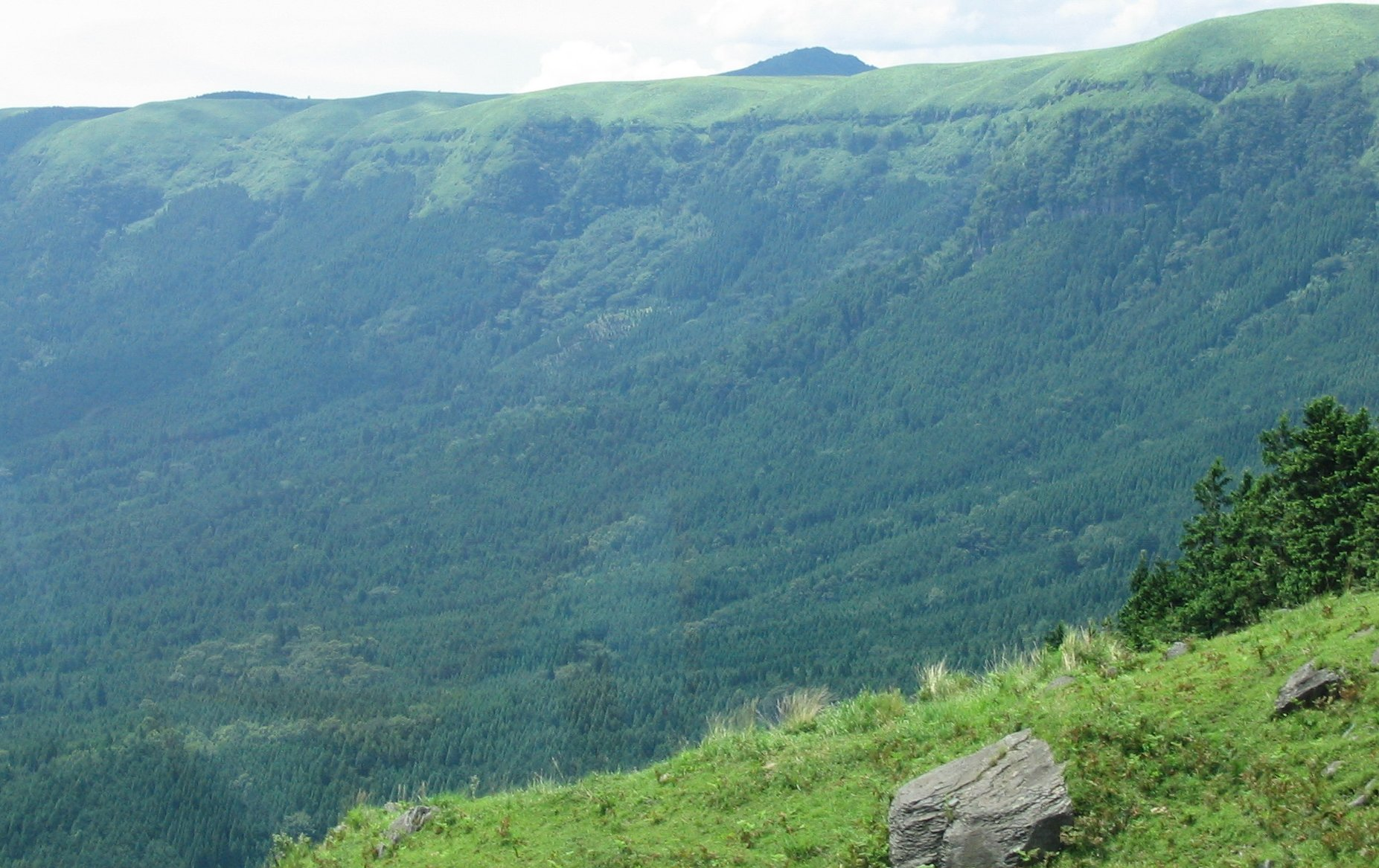
カルデラ壁

阿蘇カルデラは、27万年前から9万年前に発生した4回の巨大カルデラ噴火により形成されたカルデラ地形である。その大きさは日本で2番目で、1位は北海道の屈斜路カルデラである。また3位は鹿児島県の桜島の北にある姶良カルデラである。阿蘇山は火口湖も海もなく、カルデラの中に立って周囲の外輪山を見渡すことができる。カルデラを取り囲む外輪山も阿蘇火山に含まれ、東西約18キロメートル・南北約25キロメートルに及ぶ。カルデラを見下ろす大観峰などは、カルデラ噴火前の火山活動による溶岩とカルデラ噴火による火砕流堆積物（溶結凝灰岩）で構成された山である。
カルデラ盆地は中央火口丘によって南北に二分され、北は阿蘇谷、南は南郷谷と呼ばれる。阿蘇谷は阿蘇市に、南郷谷は阿蘇郡高森町および南阿蘇村に属する。阿蘇谷には、熊本と大分を結ぶJR豊肥本線が通る。南郷谷には豊肥本線立野駅から分岐する第三セクター南阿蘇鉄道が走る。カルデラ内は湧き水が豊富で平坦な地形が開け、農業生産に適しており、古くから人が住み集落を形成していた。7世紀の中国の歴史書『隋書（隋書倭国伝）』や『北史（北史倭国伝）』にも「阿蘇山」の名が見え、火を噴き上げる山として知られていた。

### 火砕流台地の範囲
9万年前の巨大カルデラ噴火による噴出物は384 km3 DRE（見かけ体積600立方キロメートル、ほぼ富士山の山体全部の大きさ）に達し、火砕流は九州の半分を覆ったと推定されている。特に厚く堆積した地域では火砕流台地となって残っている。この台地は九州中央部に広く分布し、緩やかに波打つ平原を形作っている。周辺自治体の熊本県高森町東南部、熊本県山都町北部一帯のほか、隣県の宮崎県五ヶ瀬町北部や、同県西臼杵郡高千穂町、大分県竹田市などもその中に入る。熊本空港はそんな火砕流台地のひとつである高遊原台地（阿蘇カルデラの西側）の上にある。

## 気候
平野部と同じく太平洋側気候だが、西岸海洋性気候(Cfb)に属し（阿蘇市街地などの大部分は温暖湿潤気候）、概ね北海道道南から東北地方北部にかけての太平洋沿岸の気候に似ており、夏季冷涼・冬季厳寒である。中岳西側の阿蘇山上（露場の標高1142.3メートル、北緯32°52.8′、東経131°04.4′）では1931年11月から地上気象観測が行われてきた。1939年11月には阿蘇山測候所となったが2009年10月に測候所は廃止された。以後は、阿蘇山特別地域気象観測所として自動観測が行われていたが、2017年12月11日14時をもって観測所は廃止された。
年間平均気温は9.9℃で、九州の他地域と比べると大幅に低く、東北地方の大半の都市と比較しても低い値となっている。降水量は年間降水量で3206.2ミリメートルと大変多く、特に6月から7月にかけての梅雨の時期は土砂降りの大雨が続き、その豊富な雨水は大地を潤し、県の地下水資源ともなっている。
冬の訪れは、九州としてはかなり早く9月末から10月にかけて初氷・初霜が観測され、11月初頭から中旬頃にかけて初雪を観測し、12月以降は本格的な冬となる。真冬になると気温は-10℃未満の日も珍しくなく、強い冬型の気圧配置になった場合は、山頂は-15℃程度まで低下する。最高気温0℃以下の真冬日は26日程度である。ただし、中国地方以東の山とは異なり根雪とはならず、近年では積雪は多くても100センチメートルを超えることは無く、豪雪地帯には指定されていない。春の訪れも九州としては遅く、4月に入っても降雪や積雪を観測することがある。夏は標高が1,000メートル以上と高いため、これまで真夏日や猛暑日を観測したことは観測史上一度も無い。（最高気温の記録は2016年8月11日に観測された29.8℃。）また、避暑地としても利用できる。朝は最低気温が盛夏でも20℃未満となる日が多いが、15℃未満となる日は少ない。
| 阿蘇山特別地域気象観測所（標高1142.3 m）の気候 | 阿蘇山特別地域気象観測所（標高1142.3 m）の気候 | 阿蘇山特別地域気象観測所（標高1142.3 m）の気候 | 阿蘇山特別地域気象観測所（標高1142.3 m）の気候 | 阿蘇山特別地域気象観測所（標高1142.3 m）の気候 | 阿蘇山特別地域気象観測所（標高1142.3 m）の気候 | 阿蘇山特別地域気象観測所（標高1142.3 m）の気候 | 阿蘇山特別地域気象観測所（標高1142.3 m）の気候 | 阿蘇山特別地域気象観測所（標高1142.3 m）の気候 | 阿蘇山特別地域気象観測所（標高1142.3 m）の気候 | 阿蘇山特別地域気象観測所（標高1142.3 m）の気候 | 阿蘇山特別地域気象観測所（標高1142.3 m）の気候 | 阿蘇山特別地域気象観測所（標高1142.3 m）の気候 | 阿蘇山特別地域気象観測所（標高1142.3 m）の気候 |
| 月                                             | 1月                                            | 2月                                            | 3月                                            | 4月                                            | 5月                                            | 6月                                            | 7月                                            | 8月                                            | 9月                                            | 10月                                           | 11月                                           | 12月                                           | 年                                             |
| ---------------------------------------------- | ---------------------------------------------- | ---------------------------------------------- | ---------------------------------------------- | ---------------------------------------------- | ---------------------------------------------- | ---------------------------------------------- | ---------------------------------------------- | ---------------------------------------------- | ---------------------------------------------- | ---------------------------------------------- | ---------------------------------------------- | ---------------------------------------------- | ---------------------------------------------- |
| 最高気温記録 °C （°F）                         | 16.0 (60.8)                                    | 16.6 (61.9)                                    | 19.3 (66.7)                                    | 23.8 (74.8)                                    | 26.0 (78.8)                                    | 27.2 (81)                                      | 29.6 (85.3)                                    | 29.8 (85.6)                                    | 28.0 (82.4)                                    | 25.1 (77.2)                                    | 20.7 (69.3)                                    | 15.8 (60.4)                                    | 29.8 (85.6)                                    |
| 平均最高気温 °C （°F）                         | 1.7 (35.1)                                     | 3.5 (38.3)                                     | 7.6 (45.7)                                     | 13.1 (55.6)                                    | 17.3 (63.1)                                    | 19.9 (67.8)                                    | 23.0 (73.4)                                    | 23.9 (75)                                      | 21.0 (69.8)                                    | 16.0 (60.8)                                    | 10.4 (50.7)                                    | 4.5 (40.1)                                     | 13.49 (56.28)                                  |
| 日平均気温 °C （°F）                           | −1.5 (29.3)                                    | −0.2 (31.6)                                    | 3.4 (38.1)                                     | 8.8 (47.8)                                     | 13.3 (55.9)                                    | 16.7 (62.1)                                    | 20.0 (68)                                      | 20.4 (68.7)                                    | 17.5 (63.5)                                    | 12.1 (53.8)                                    | 6.7 (44.1)                                     | 1.2 (34.2)                                     | 9.9 (49.8)                                     |
| 平均最低気温 °C （°F）                         | −4.6 (23.7)                                    | −3.6 (25.5)                                    | −0.4 (31.3)                                    | 4.9 (40.8)                                     | 9.6 (49.3)                                     | 13.9 (57)                                      | 17.7 (63.9)                                    | 18.0 (64.4)                                    | 14.8 (58.6)                                    | 8.8 (47.8)                                     | 3.5 (38.3)                                     | −2.0 (28.4)                                    | 6.72 (44.08)                                   |
| 最低気温記録 °C （°F）                         | −15.4 (4.3)                                    | −15.9 (3.4)                                    | −13.1 (8.4)                                    | −7.6 (18.3)                                    | −1.0 (30.2)                                    | 5.5 (41.9)                                     | 9.8 (49.6)                                     | 10.5 (50.9)                                    | 4.5 (40.1)                                     | −4.0 (24.8)                                    | −7.7 (18.1)                                    | −13.0 (8.6)                                    | −15.9 (3.4)                                    |
| 降水量 mm （inch）                             | 93.2 (3.669)                                   | 130.0 (5.118)                                  | 224.4 (8.835)                                  | 237.7 (9.358)                                  | 294.4 (11.591)                                 | 634.6 (24.984)                                 | 669.7 (26.366)                                 | 318.9 (12.555)                                 | 287.6 (11.323)                                 | 131.3 (5.169)                                  | 111.1 (4.374)                                  | 74.3 (2.925)                                   | 3,206.2 (126.228)                              |
| 降雪量 cm （inch）                             | 47 (18.5)                                      | 37 (14.6)                                      | 17 (6.7)                                       | 2 (0.8)                                        | －                                             | －                                             | －                                             | －                                             | －                                             | －                                             | 2 (0.8)                                        | 22 (8.7)                                       | 128 (50.4)                                     |
| % 湿度                                         | 83                                             | 80                                             | 78                                             | 73                                             | 76                                             | 84                                             | 90                                             | 87                                             | 85                                             | 79                                             | 79                                             | 81                                             | 81                                             |
| 平均月間日照時間                               | 95.3                                           | 111.9                                          | 132.9                                          | 160.6                                          | 161.9                                          | 114.3                                          | 116.8                                          | 141.3                                          | 126.0                                          | 152.6                                          | 123.8                                          | 113.5                                          | 1,550.9                                        |
| 出典：気象庁                                   |                                                |                                                |                                                |                                                |                                                |                                                |                                                |                                                |                                                |                                                |                                                |                                                |                                                |

## 火山史

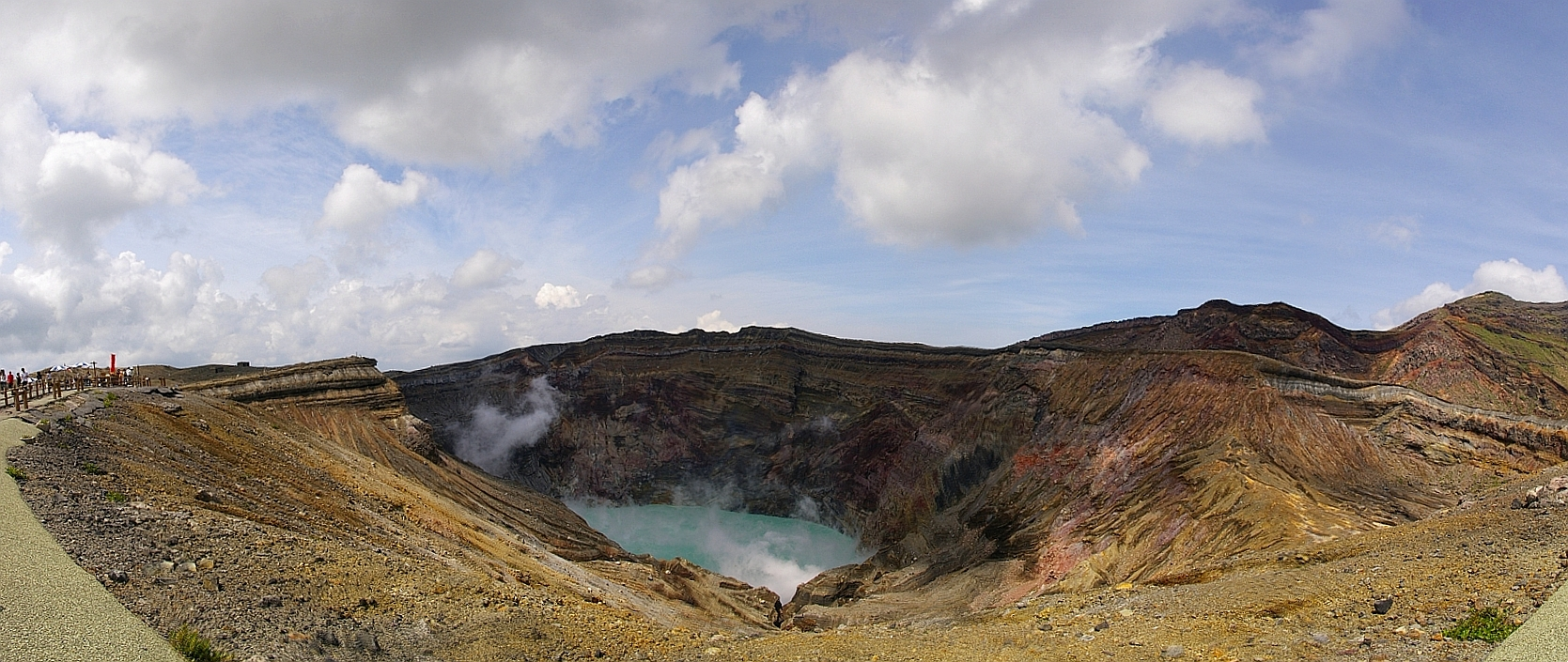
中岳の第一火口

約600万年前から35万年前の活動が報告されている、しかしそのほとんどの活動は、約85万年前より新しい活動による。一方、過去1万年間に活動した火山と噴出物は、蛇ノ尾スコリア丘、赤水溶岩、杵島岳（約4000年前）と往生岳（約3600年前）、米塚（約3300年前）と中岳などである。
活動の様式から、カルデラ形成以前の先カルデラ火山活動期の先阿蘇火山群、カルデラ噴火を繰り返すカルデラ形成期、カルデラ噴火以降の中央火口丘群の活動が中心となった後カルデラ火山活動期と3つに分けられる。なお、爆発的噴火が特徴であり高野尾羽根溶岩等を見出す事が出来るが、溶岩流を流出させる活動は少ない。

### 先阿蘇火山群

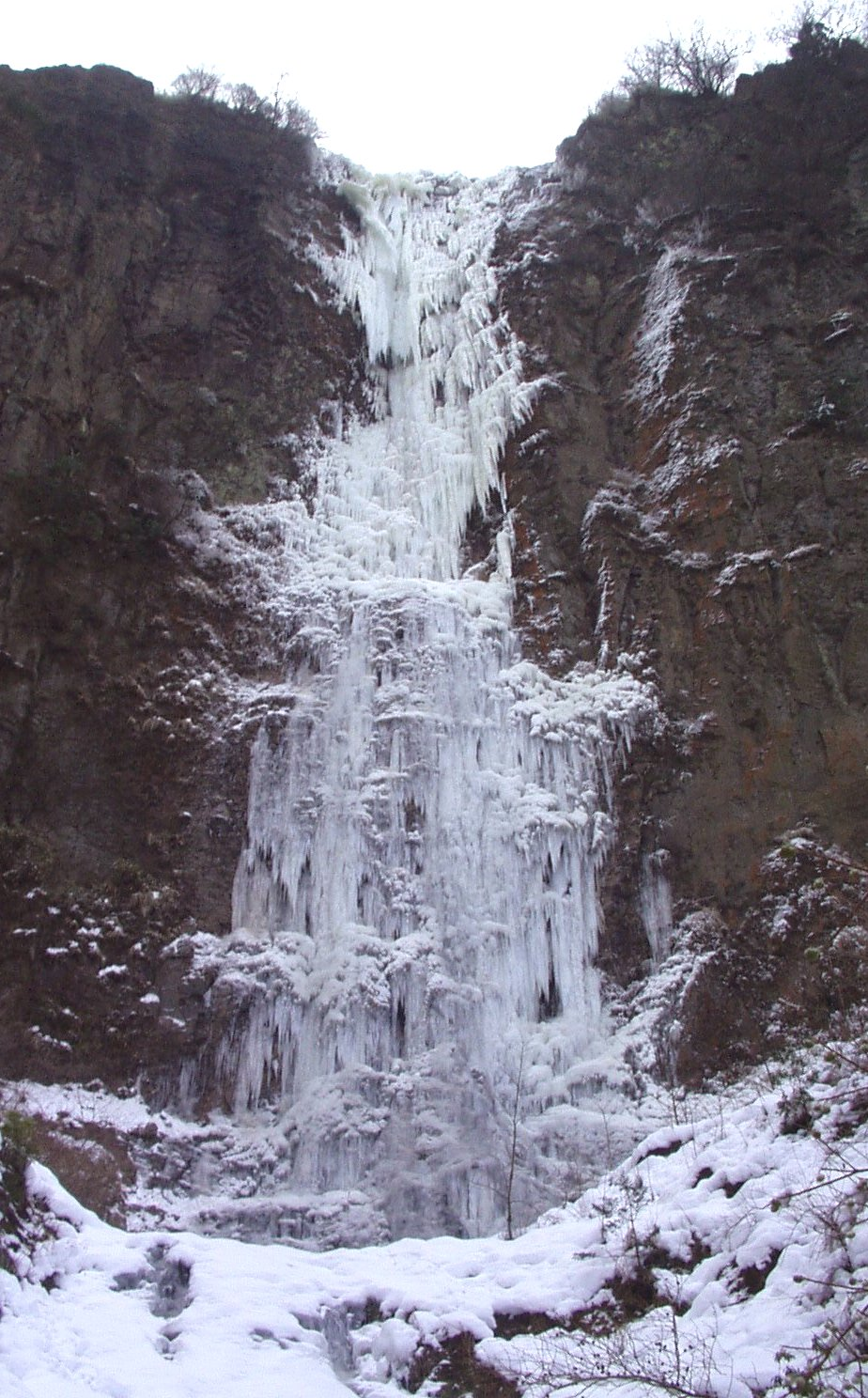
先阿蘇火山の溶岩崖を流れる古閑の滝

30万年以上前に現在の外輪山などを形成した火山群の比較的小規模の活動があった。阿蘇カルデラ外輪山北西部にある鞍岳・ツームシ山はこの先阿蘇火山群のひとつである。なお、これらの火山群はカルデラの下に埋没している。

### カルデラ形成期
先阿蘇火山岩類の最後の活動とされる坂梨流紋岩（45 - 40万年前）から約20 - 10万年間の休止期を挟んで、阿蘇火山が活動を開始した。なお休止期にも土壌には風化したスコリアが挟まれることから何らかの火山活動はあったと考えられるが、詳細は不明である。
約27万年前から9万年前までに大規模な噴火が4回（Aso-1 - 4）あった。大量の火山礫や火山灰を噴出したため、広範囲に火砕流を到達させ火口の周囲に火砕流台地と巨大な窪地（カルデラ）が形成された。Aso-1 - 4いずれも噴出物の全岩化学組成が珪長質から苦鉄質へと変化する堆積物を有している。
- Aso-1 : 26.6±1.4万年前[26]、噴出量 32 DRE km3[27]。
- Aso-2 : 14.1±0.5万年前[26]、噴出量 32 DRE km3[27]。
- Aso-3 : 12.3±0.6万年前[28]、噴出量 96 DRE km3[27]。
- Aso-4 : 8.64±0.11万年前（SG06）[29]・8.8±0.1万年前（MIS5.2）[30]、見かけ噴出量930 - 1,860 km3[31]。

その中でも4回目の噴火 であるAso-4（約9万年前）は最も規模が大きく噴出量は約600立方キロメートルを超えており、火砕流は九州中央部を覆い一部は海を越え山口県秋吉台まで達し、火山灰は日本海海底、北海道まで達した。朝鮮半島でも確認されている。約9万年前に起きたこの噴火は「ウルトラプリニー式噴火（破局噴火）」であったといえる。阿蘇3テフラ、阿蘇4テフラの火山灰でできた地層を見つければ年代を特定でき、植物学、考古学など様々な研究分野で重要な指標堆積物として使われている。

### 後カルデラ火山活動期

阿蘇4火砕流と阿蘇4テフラの広がり。火砕流は九州のほぼ全域に達し、火山灰は九州から北海道南部の広範囲で15cm以上堆積している。

中央火口丘群の高岳、中岳、烏帽子岳、杵島岳は、前述4回目の巨大カルデラ噴火後に活動した火山。中岳は現在でも活発な活動している。根子岳は4回目の巨大カルデラ噴火よりも古いと推定されている。
後カルデラ火山の活動を研究した長岡ら(2004)は、活動を幾つかのステージに分類した。
- 8万年前 : 阿蘇-4火砕流噴出直後から始まる「高森ステージ」では、プリニー式噴火、マグマ水蒸気噴火。
- 年代不明 : 「桜町ステージ」はマグマ水蒸気噴火が特徴で、古阿蘇湖、久木野湖が存在していた時代。
- 5万年前から3万年前 : 「荻ステージ」では降下軽石・スコリア・火山灰・岩片など変化に富んだ噴出物をもたらす噴火で、プリニー式噴火、サブプリニー式噴火、ブルカノ式噴火などの各種の噴火が交互に起きた。高野尾羽根溶岩を噴出した活動も該当する。
- 3万年から1万5千年前 : 「波野ステージ」では高岳や中岳火山古期山体からサブプリニー式噴火、プリニー式噴火。
- 1万5千年前以降 : 「一の宮ステージ」では中岳火山古期および新期山体からのブルカノ式噴火で、それ以前の活動と比較すると比較的小規模。

### 有史以後の主な活動
主に中岳を中心に6世紀ころから頻繁な活動が記録されており、日常的に土砂噴出、赤熱現象、噴火が観測されている
。
記録に残る顕著な活動は、以下のとおりである。

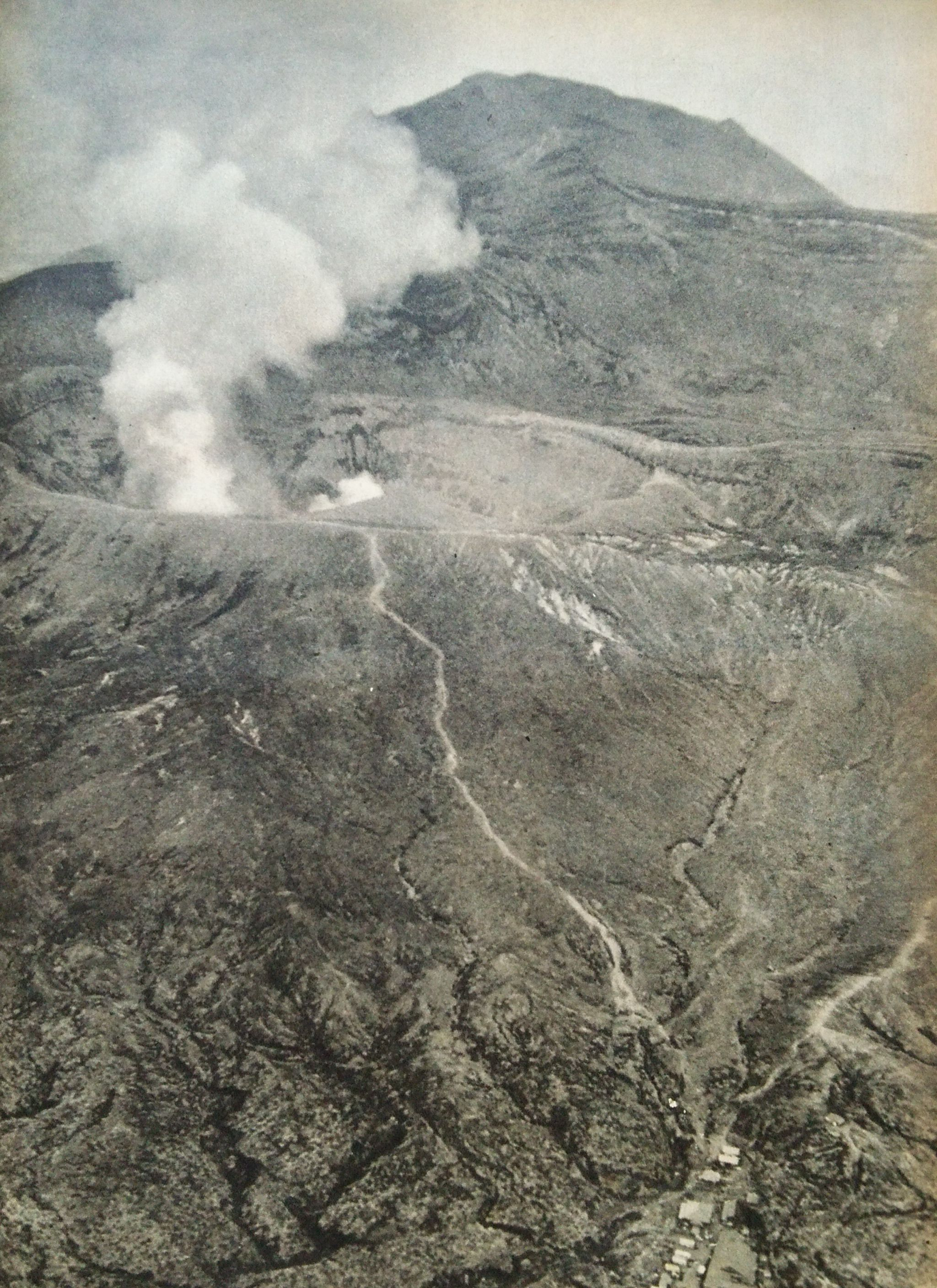
中岳噴火(1953年4月)

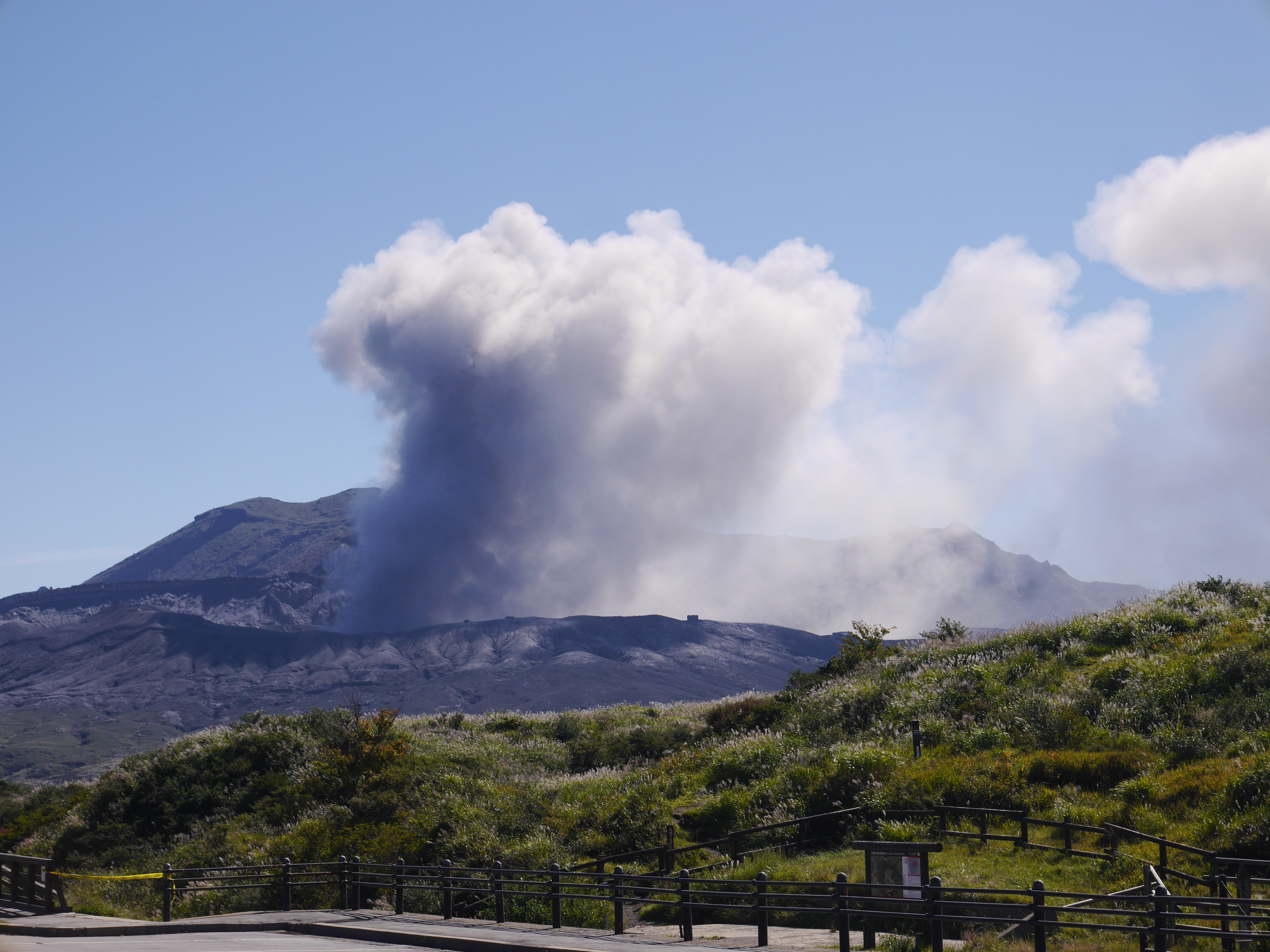
噴煙を上げる中岳(2015年9月)

- 1274年（文永11年） 噴石、降灰のため、田畑荒廃。
- 1558年から1559年 （永禄元年から2年）新火口生成。
- 1772年から1780年 （安永年間）降灰のため、農作物の被害。
- 1816年（文化13年） 水蒸気噴火。噴石で死亡1名
- 1854年（安政元年） 2月26日の噴火により、参拝者3人死亡。
- 1872年（明治5年） 12月30日の噴火により。硫黄採掘者が数名死亡。
- 1884年（明治17年） 中央火口の最北部に新火口生成。
- 1929年（昭和4年） 降灰多量、農作物、牛馬被害。
- 1932年（昭和7年） 空振のため阿蘇山測候所窓ガラス破損。12月18日火口付近で負傷者13名。
- 1933年（昭和8年） 第二、第一火口の活動活発化。直径1メートル近い赤熱噴石が高さ、水平距離とも数百メートル飛散。
- 1953年（昭和28年） 第一火口から噴出した噴石で、修学旅行中の大阪府立桜塚高等学校の男子生徒1名を含む観光客死者6名、負傷者90余名[39][40]。
- 1958年（昭和33年）6月24日夜 第一火口からの噴出物で山腹一帯に多量の降灰砂、死者12名、負傷者28名[41]。
- 1975年（昭和50年）1〜6月。前年8月から噴火断続、火口周辺に降灰。1月下旬に地震群発、震源は阿蘇カルデラ北部、最大地震は1月23日23時19分、M6.1、阿蘇山測候所で震度5。
- 1979年（昭和54年） 楢尾岳周辺で死者3名、重傷2名、軽傷9名、火口東駅舎被害。
- 1980年（昭和55年）1月26日、爆発的噴火[42]。
- 1989年（平成元年） 降灰多量で農作物に被害。
- 2007年（平成19年） 噴火警戒レベル1[43]
- 2011年（平成23年） 東北地方太平洋沖地震以降、火口北西側10キロメートル付近の地震活動が一時的に増加。
- 2014年（平成26年） 噴火警戒レベル2[44]
- 2015年（平成27年）9月14日 9時43分、中岳第一火口より噴火[45]。噴石及び噴煙（上空2,000メートル）の発出が確認されたため、噴火警戒レベル3[46]。
- 2016年（平成28年）4月16日 午前8時半頃から約10時間、中岳第一火口でごく小規模の噴火。熊本地震の強い揺れにより火口壁が崩落、崩れた土砂が火山ガスや蒸気で噴き上げられたとみられている[47]。
- 2016年（平成28年）10月8日 午前1時46分ごろ、海抜高度11,000メートルに達する噴煙を上げる爆発的噴火が発生した。爆発的噴火は1980年1月26日以来の発生であり[42][48]、噴火警戒レベルを2（火口周辺規制）から3（入山規制）に引き上げ[49]。

- 2019年（平成31年）
  - 3月29日 11時00分 中岳第一火口から噴火の可能性低下により、噴火警戒レベルを2（火口周辺規制）から1（活火山であることに留意）に引下げ[50]。
  - 4月14日 14時30分 火山性微動の振幅増加により噴火警戒レベルを2（火口周辺規制）に引き上げ[51]。
  - 4月16日 18時28分 中岳第一火口噴火確認  噴煙高度推定200メートル 気象庁発表[53][54]。
- 2021年（令和3年）
  - 10月20日 11時43分　中岳第一火口で噴火が発生。この噴火に伴い、火砕流が西の草千里方面へ1.3キロメートル流れ下った。噴火警戒レベルを3に引き上げ[55][56][57]。

## 災害対策

### 退避壕

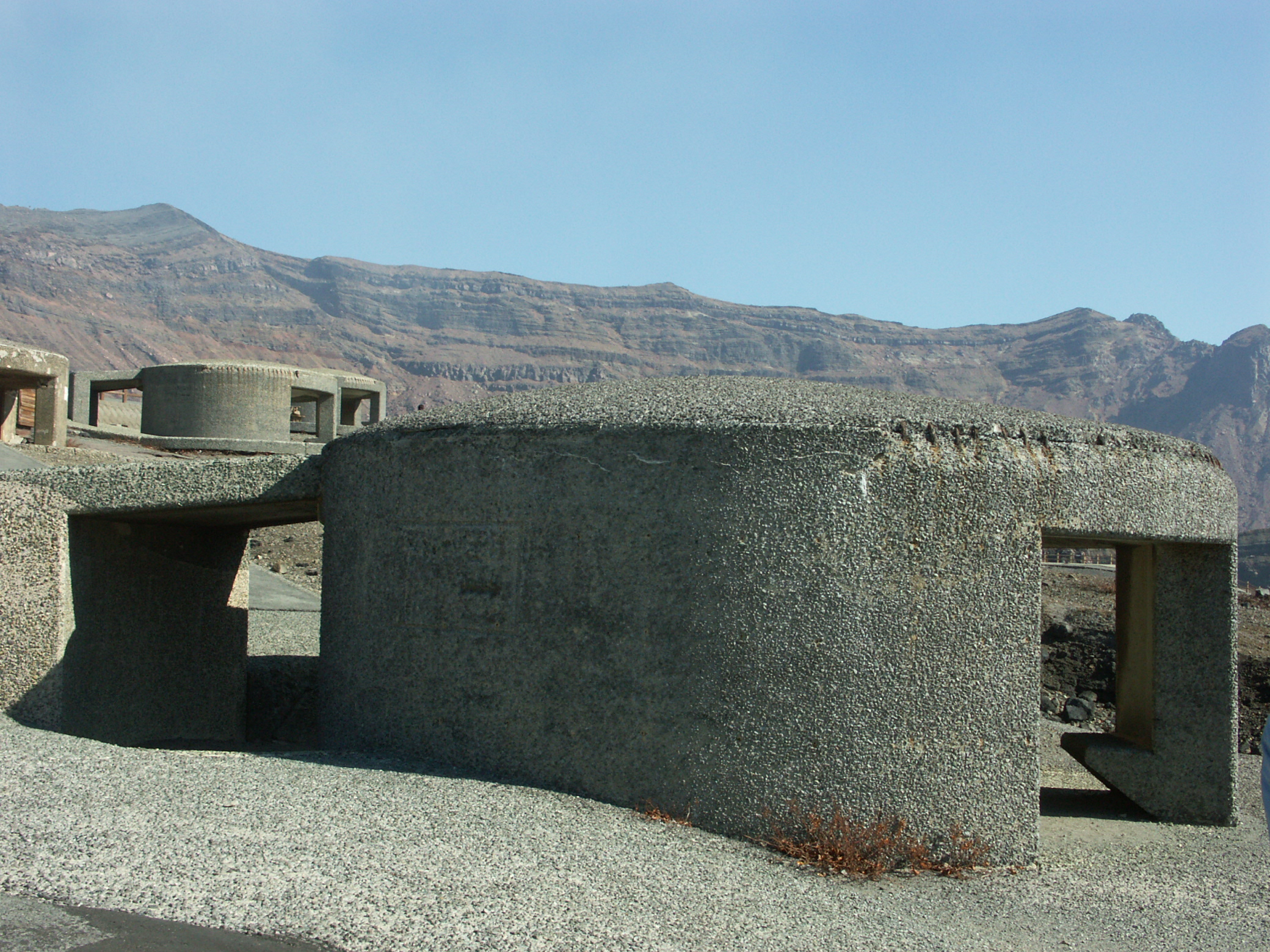
退避壕

噴火時の災害対策として、退避壕が中岳火口の1キロメートル圏内に13箇所建てられている。退避壕は鉄筋コンクリートで頑丈に出来ており、1つにつき30人収容可能である。1989年10月には噴火により多数の噴石が降り注いでいるが、破壊されておらず十分な耐久性をもつことが示されている。

### 噴火警戒レベル
福岡管区気象台は2007年12月より噴火警戒レベルを導入。中岳の第一火口は常時TVモニターで監視されている。平成19年4月以降は火山性ガス濃度が常時測定され、ガスの濃度により警報が発せられる。危険濃度になった場合、観光目的での火口周囲への立ち入りが制限される。なお、阿蘇山に於ける噴火警戒レベルは他の火山と異なり、火口の赤熱が噴火と直結することが少ないため、レベル1と評価されている。

### 阿蘇山と原子力発電所
2017年12月13日、広島県の住民らが四国電力伊方原子力発電所3号機の運転差し止めを求めた仮処分申請の即時抗告審にて、広島高等裁判所は原子力発電所から約130キロメートル離れた阿蘇山の9万年前の噴火規模を指摘し、噴火の危険性を理由に発電所の運転差し止めを決定した。一方、ほぼ同距離にある九州電力玄海原子力発電所3号機、4号機について、佐賀県の住民らが運転差し止めを求めた仮処分申請では、2018年3月20日、佐賀地方裁判所は阿蘇山の地下に大規模なマグマだまりはないとして破局的噴火を否定、申し立てを却下している。

## 観光
阿蘇山は古くから信仰の対象とされ、修行・参詣の場所だったと考えられている。明治維新以前には、坊中からの経路が唯一の登山道であり、それ以外の経路は汚れを持ち込むとみなされた。
明治時代になると禁制が解け、もっぱら外国人による観光や調査目的の登山が始まった。この時期は南郷谷からのルートがよく知られていた。日本人の登山も増え、阿蘇山の風景を賛美する文献が見られるようになった。
大正時代には宮地線が開通し、再び坊中からのルートが主流となった。登山客は年間10万人を超え、1934年の国立公園指定につながった。第二次世界大戦後はモータリゼーションの流れで観光道路が整備され、阿蘇登山道路、仙酔峡道路などが開通した。それぞれの道路の終点付近から火口付近へと上るための阿蘇山ロープウェー、仙酔峡ロープウェイもかつて運行されていたが、大規模噴火や2016年の熊本地震により運航休止がたびたび発生し、いずれの路線も廃止された。
最近ではアジア方面の国からの観光客が増えている。以前は火口まで自家用車で乗り入れることは出来なかったが、阿蘇山公園道路や駐車場が整備され火口まで徒歩1分というところまで自家用車で行くことが出来る。山麓には複数のキャンプ場もあり、草千里では乗馬も行われている。特に草千里（草千里ヶ浜）は風致景観が良く近代詩にも詠われており、国の名勝及び天然記念物に指定されている。阿蘇を撮影した写真は、撮影しやすい阿蘇谷から見たものが多いが、朝日の場合、逆光となるので、南郷谷から撮影する方が、白トビが無く絵は綺麗である。

### 温泉
阿蘇山は巨大な火山ゆえに、その周辺はたくさんの温泉に恵まれている。阿蘇くじゅう国立公園に属し、カルデラ内には阿蘇内牧温泉や阿蘇赤水温泉の温泉街があり、烏帽子岳周辺には垂玉温泉や地獄温泉などの一軒宿がある。外輪山北の南小国町には、黒川温泉、小国町には、峐（はげ）の湯温泉などのたくさんの温泉が湧出しており、国民保養温泉地にも指定されている。

## 伝説

### 根子岳のギザギザ頭
高岳、中岳、烏帽子岳、杵島岳そして末っ子の根子岳は誰が一番早く高くなれるか競っていた。結果、根子岳が長男の高岳さえも追い抜いて一番高くなった。しかし、それは鬼たちに阿蘇の国で自由に暴れさせる代わりに、竹田から土を運んで自分の頭に積ませたからだった。これを知った阿蘇大明神は激怒し、根子岳の頭をピシャリピシャリと何度も叩いた。そのおかげで根子岳の頭はギザギザになってしまった。

### 肥後国の猫
肥後国の猫は7歳になると根子岳へ修行に来るという。そして人に化けて迷った旅人をおびき寄せ、宿で散々振る舞った後、寝ている隙に食べるとされている。
アニメ「まんが日本昔ばなし」で紹介された内容は、以下のとおり。ある旅人が猫の宿に迷い込んだ際、昔大事にかわいがっていた猫が女中として働いていた。旧主への恩義から危険を知らせ、旅人を夜中にこっそり逃がす。気づいた猫たちが温泉の湯を入れた桶と柄杓を持って追いかけてきて、後ろから旅人にお湯をかけて猫に変えようとする。なんとか麓の人里まで逃げ切るが、その前に耳の後ろにだけお湯が少しかかってしまい、命は助かったもののその部分だけ猫の毛が生えてしまった、という話である。

### 火口瀬
大昔の阿蘇は外輪山に切れ目が無く、その中には水がたまって広大なカルデラ湖になっていた。健磐龍命（タケイワタツノミコト、阿蘇大明神）はこの水を無くして田畑を造ろうと考えた。そこで、外輪山の一部を蹴破ることにした。一度目に挑戦した場所はなかなか蹴破れない。というのもその場所は山が二重になっているからで、以後「二重（ふたえ）ノ峠」と呼ばれるようになった。別の場所で再挑戦すると今度は見事に蹴破ることができた。しかし、そのはずみで健磐龍は尻餅をついてしまって「立てぬ!」と叫んだ。以後その場所は「立野（たての）」と呼ばれるようになった。
蹴破った場所からは大量の水が流れ出し滝となり、数匹の鹿も流されたことから、以後「数鹿流（すがる）が滝」と呼ばれるようになった。湖水が引いてくると底から巨大なナマズが現れた。ナマズが湖水をせき止めていたため、健磐龍は太刀でナマズを切り、ようやく湖水は流れ去ったという。また、カルデラ湖にいた鯰が流れ着いた場所が現在の嘉島町の鯰という地名になっているともいわれている。

### 米塚

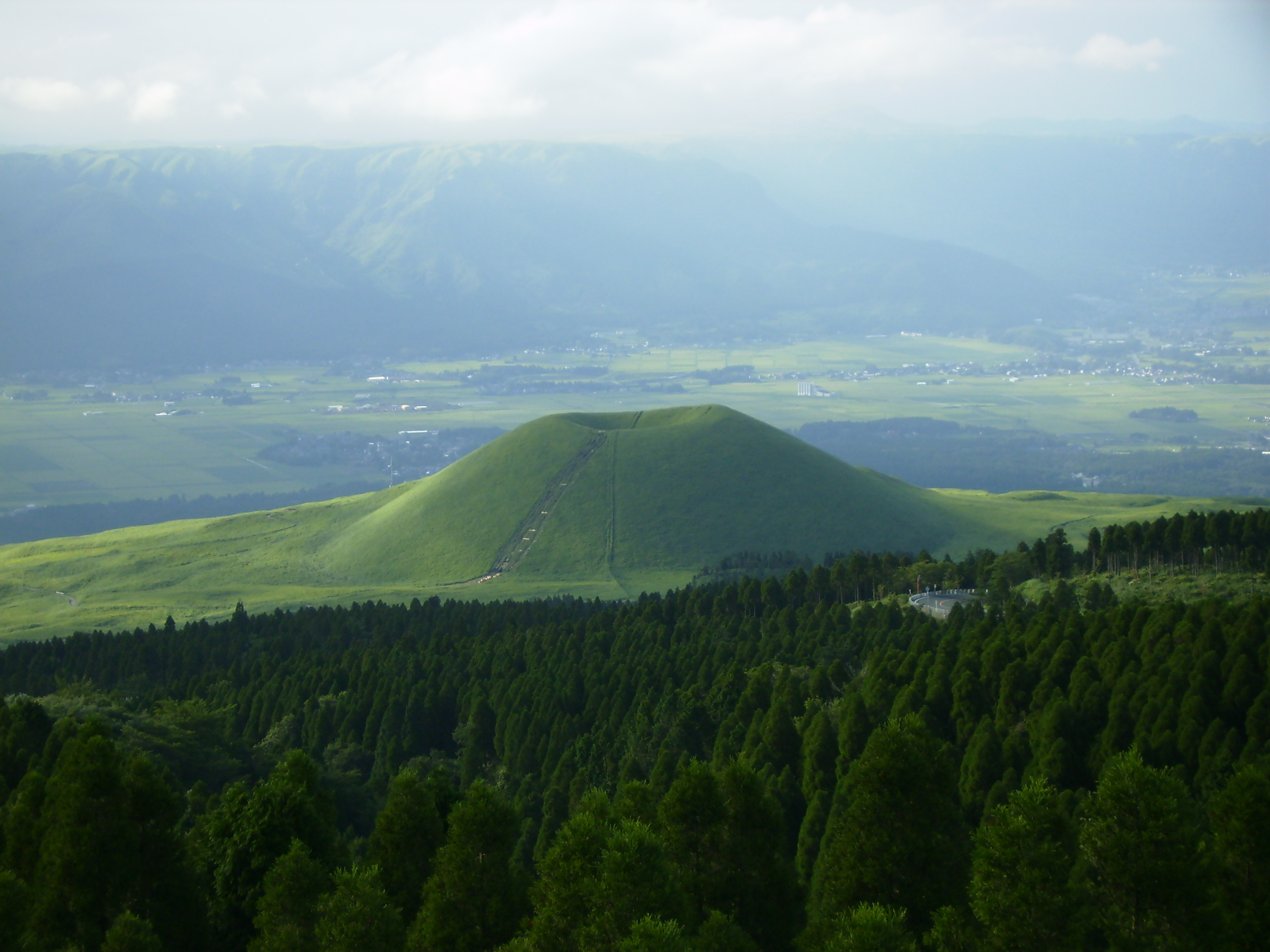
米塚(2007年7月撮影)

米塚（こめづか）は、草千里下にある比高約80メートル・山頂標高954.3メートルの均整のとれたスコリア丘で、約3,300年前の噴火で形成された。伝説では健磐龍命が収穫した米を積み上げて作ったとされ、貧しい人達に米を分け与えたことで頂上にくぼみができたとされている。国の名勝及び天然記念物に指定されている。熊本地震 (2016年)により山頂の火口縁などに亀裂が生じた。

### 的石伝説(鬼八伝説)
阿蘇市的石の地名の語源でもある“的石”は北外輪山のふもとにある石で、その昔阿蘇神社の祭神である健磐龍命（阿蘇大明神）が阿蘇五岳の外れにある往生岳（往生岳は五岳に含まれない）から弓の稽古をする時に的にしたという伝説からこの名がつけられている。ちなみに往生岳山頂から的石までは約7キロメートルほどの距離となっている。
また、往生岳から的石まで射られた矢は、健磐龍命の従者で鬼八という足の速い男が往生岳から的石まで走って取りにいき健磐龍命に渡していた。99回目までは鬼八も的石と往生岳を往復して矢を運んでいたが、100回目に疲れて的石から往生岳めがけ矢を投げ返した。その矢がたまたま健磐龍命の腿に当たり、それに腹を立てた健磐龍命は鬼八を成敗しようとして追った。鬼八は阿蘇中を逃げ回り、更に阿蘇の外まで逃げ、そこで一息ついて8回放屁したといわれ、それによりその場所である矢部は「八屁」と呼ばれるようになり、今では「矢部」になったと言われる。
その後も鬼八は健磐龍命に追われ、ついには捕らえられ首をはねられたが、不思議なことに首をはねてもはねてもすぐに首は元通りにくっつく。腕や足をはねてみたがやはりすぐに元通りとなる。そこで健磐龍命は鬼八の体をばらばらに切り、それぞれを離れた場所に埋めた。そうするともう鬼八はよみがえることがなくなったという。
しかしその後、鬼八の怨念は阿蘇の地に早霜を降らせるようになり、稲に大きな被害が出るようになった。そこで健磐龍命は役犬原という場所に霜の宮と名づけた社を建て鬼八の怨霊を鎮めたという。現在でも霜宮神社では幼い女子が59日間火を絶やさずお籠りをするという霜宮神社火焚き神事が残っている。また、高千穂にも“鬼八伝説”が残っている。

## 阿蘇山が登場する作品

### 文学
- 『二百十日』 - 夏目漱石の小説。
- 『大阿蘇』 - 三好達治の詩。
- 孝女白菊の歌 は 井上哲次郎が作った漢詩「孝女白菊詩」に感動した落合直文が作った新体詩形式の詩で、独訳、英訳もされた。フィクションであるにもかかわらず碑や伝説を生んだ。
- 『火の国旅情』 岩代浩一の歌。熊本県民歌として親しまれた。最初は“阿蘇は火の山”で始まる。
- 『幻化』 梅崎春生の小説。

### 映画、漫画、アニメ、特撮など
- 『君の名は 第三部』
- 『空の大怪獣ラドン』 - ラドンの生誕地。
- 『三大怪獣 地球最大の決戦』 - 上記に続く形として登場。
- 『鉄腕アトム』 - 「地上最大のロボット」のクライマックスの場。
- 『科学戦隊ダイナマン』 - 16話「阿蘇山大爆破作戦」
- 17話「恐怖！九州大地震」 キメラは断層にマグマエネルギーの増幅装置を埋め込み九州を南北真っ二つに別けようとする。
- 『トラック野郎・男一匹桃次郎』- ジョナサン一家の旅行のシーンで登場。
- 『日本沈没 (1974)』 - 第10回で噴火、地元関係者のエピソードが描かれる。
- 『日本沈没 (2006)』 - 十勝岳や富良野岳に続いて噴火する。
- 『日本沈没 (漫画)』 - 一色版8巻にて噴火、九州が壊滅する。
- 『勇者王ガオガイガー』 - 戒道幾巳が育ての親に拾われる場所。
- 『乱』- 架空の戦国武将の領地として登場。
- 『EUREKA（ユリイカ）』- セピア色からカラーとなる雄大なラストシーンの舞台は阿蘇の大観峰である。
- 『街道バトル2 CHAIN REACTION』・『KAIDO-峠の伝説-』 - 劇中のサーキットとして登場。
- 『グランツーリスモ5』 - コースメーカーのテーマの一つとして登場（舗装路）。
- 『ヤマタイカ』
- 『ヤマトの火』
- 『頑丈人間スパルタカス』 - 作品の舞台となるスポーツ国際親善団体「アナボリック・アカデミー」とパソコンを安く売る宗教団体が存在する。

## ギャラリー

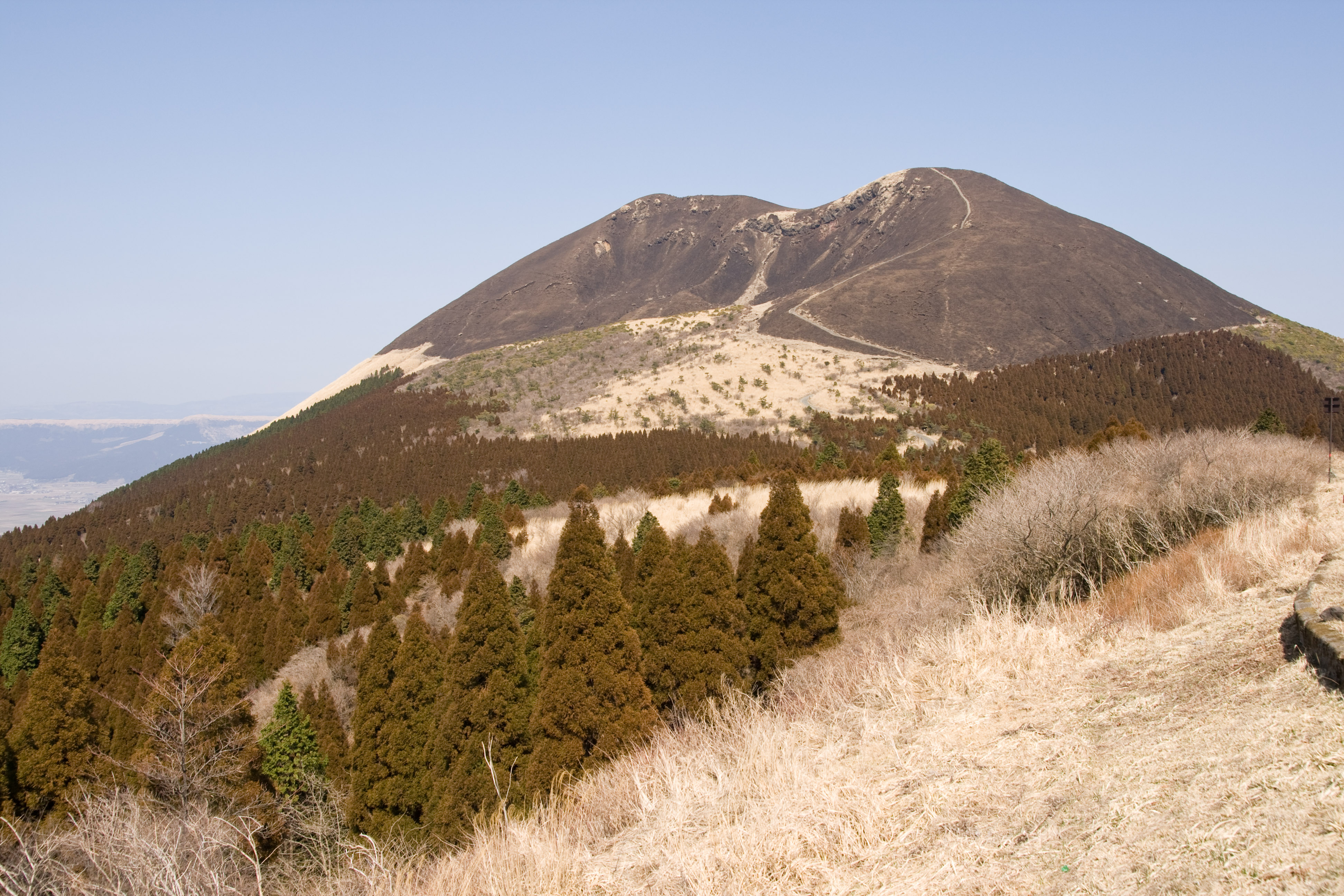
杵島岳スコリア丘
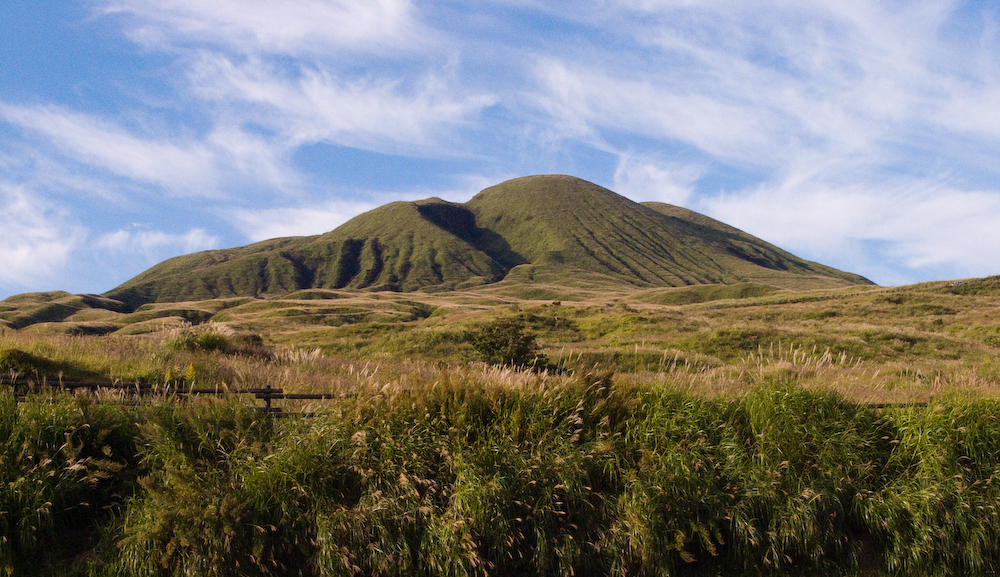
往生岳スコリア丘
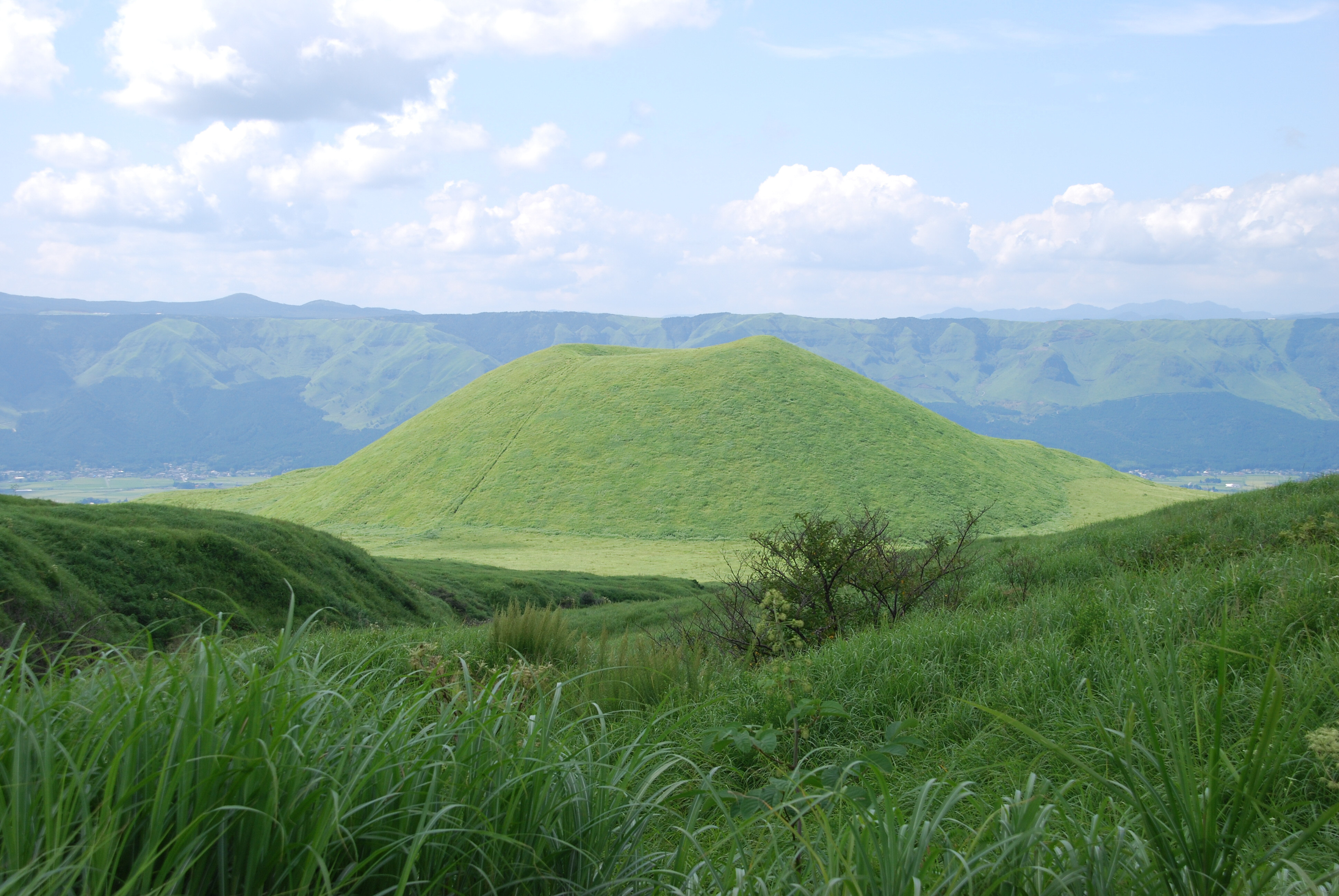
米塚スコリア丘
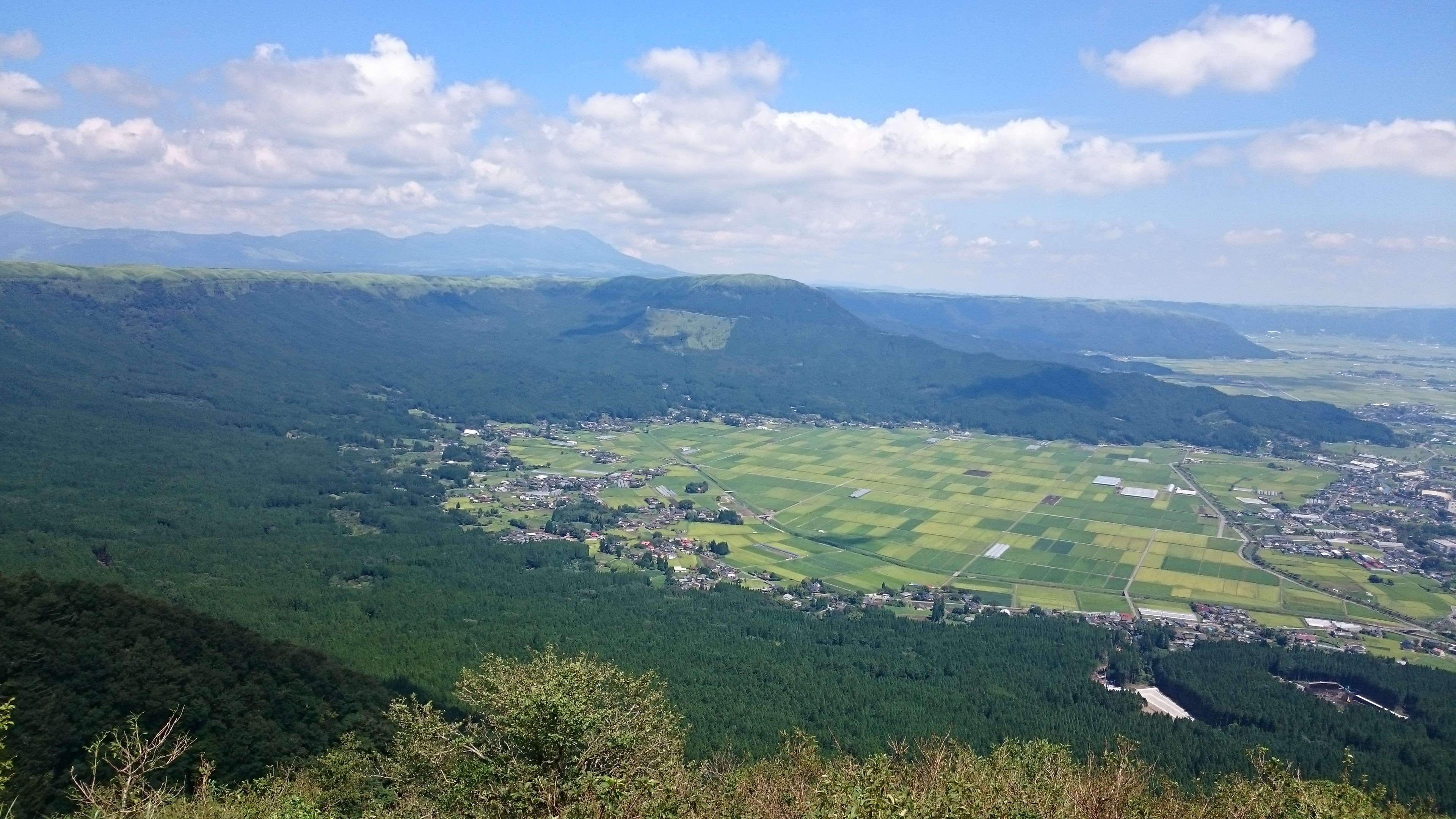
外輪山(カルデラ壁)

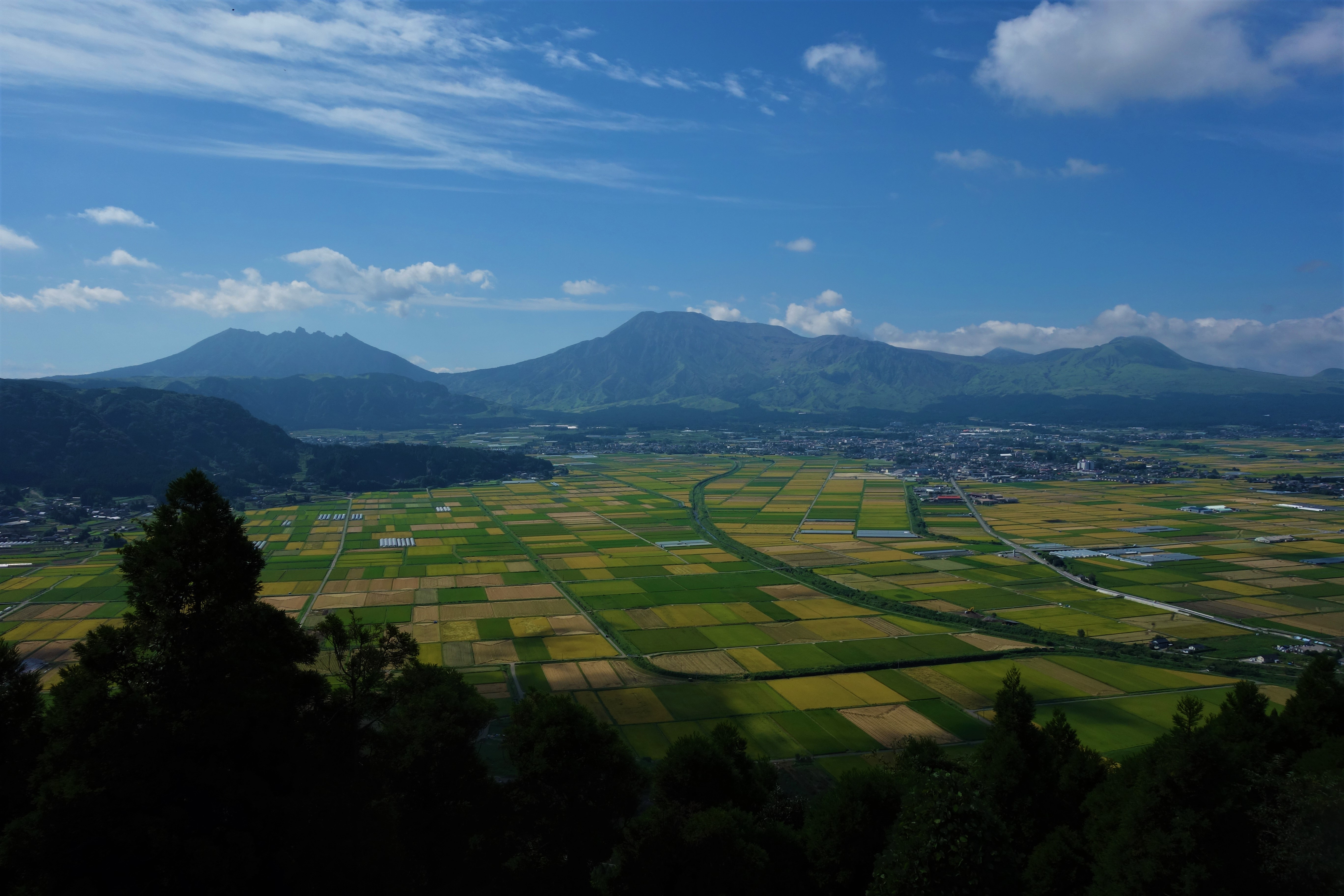
山田パーキングからの阿蘇山（根子岳・髙岳・杵島岳）
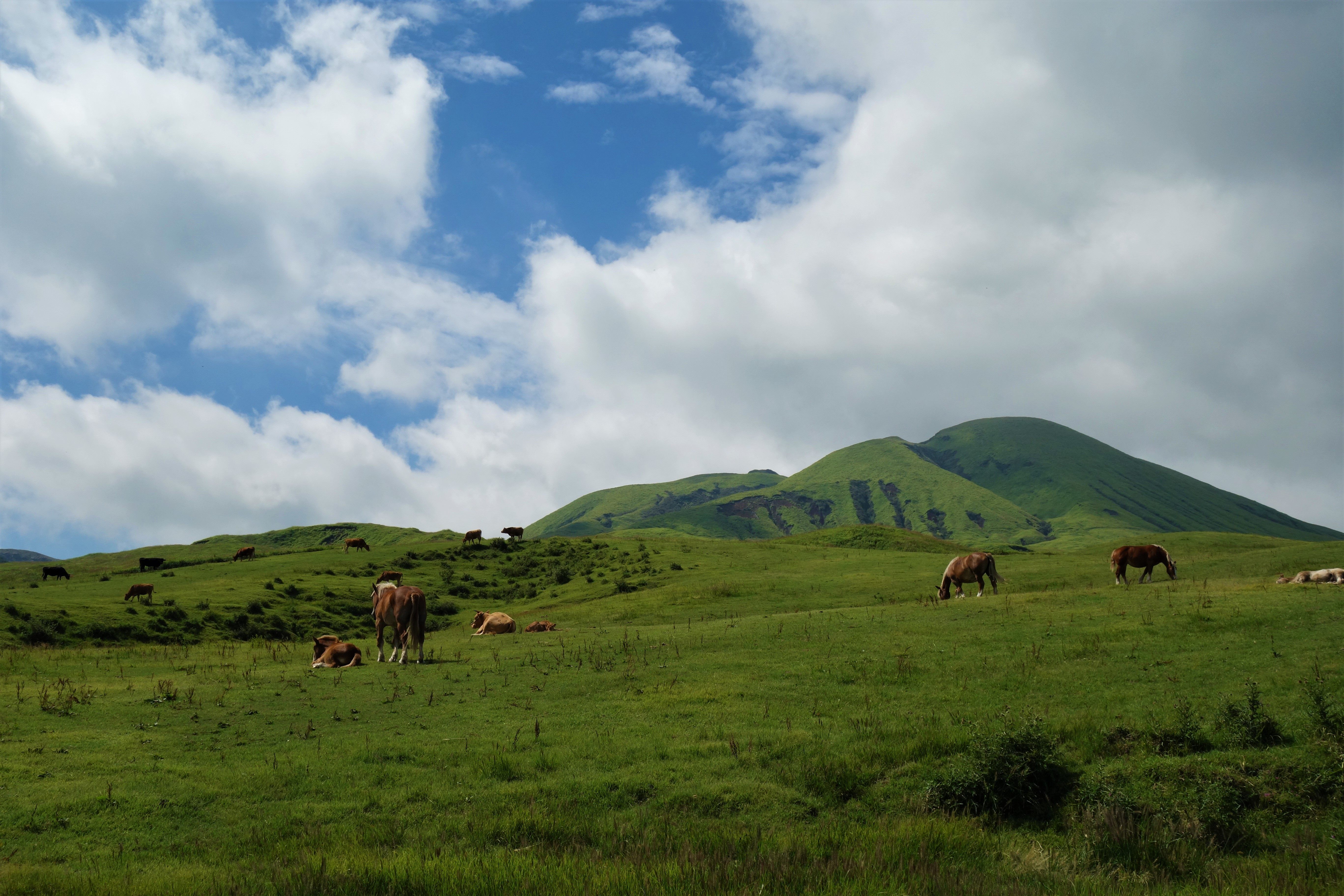
阿蘇パノラマラインからの景色
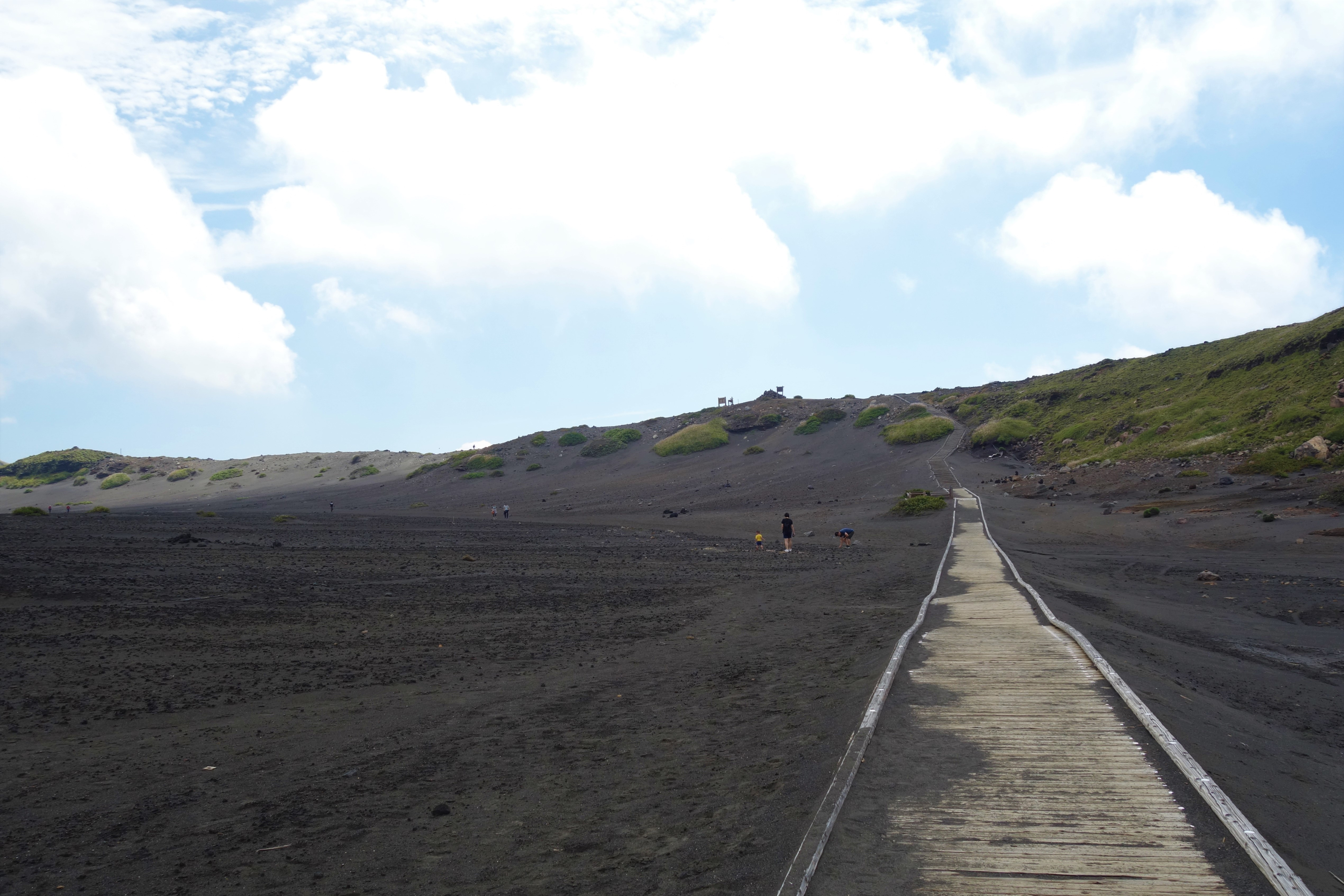
砂千里ヶ浜
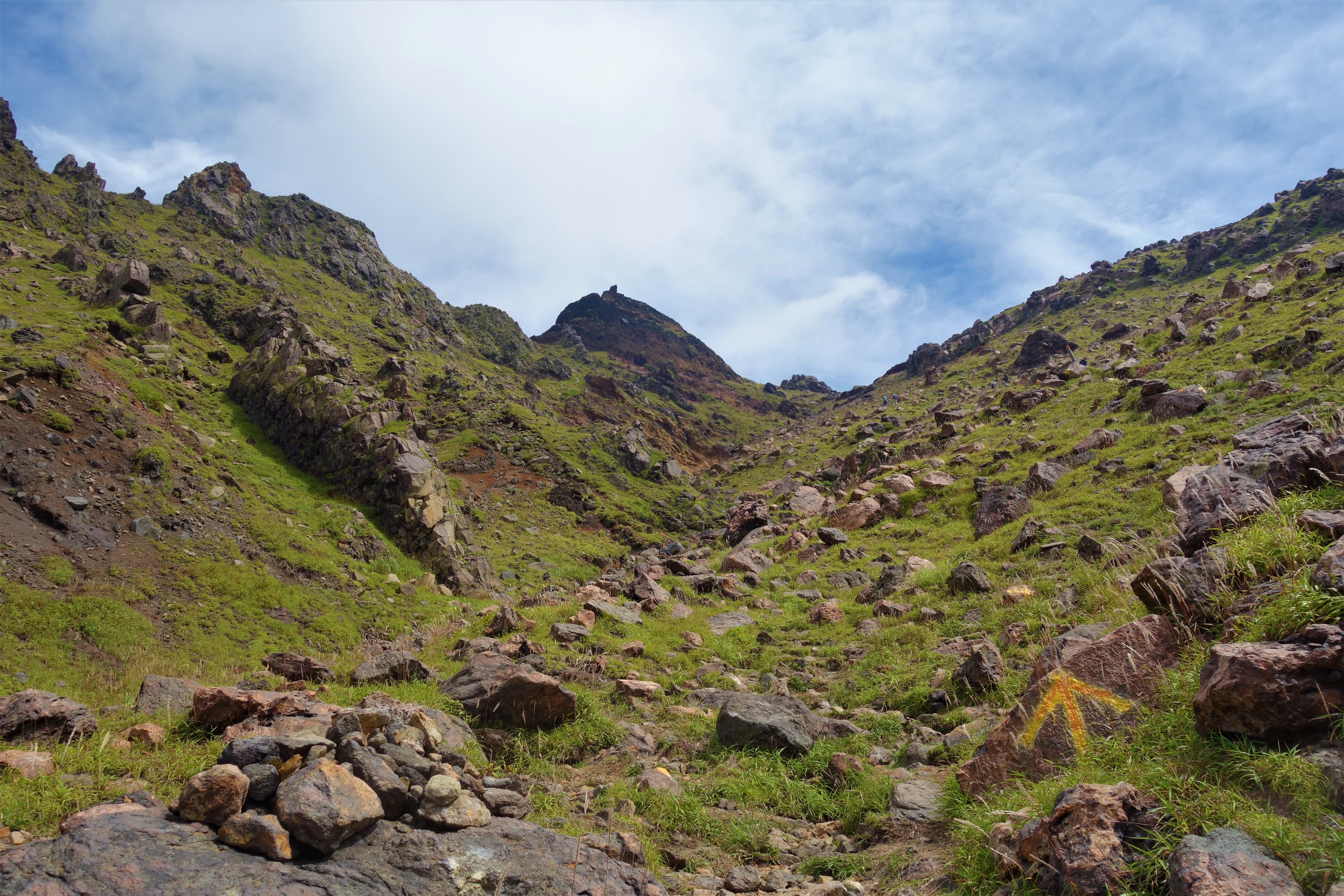
中岳への登り
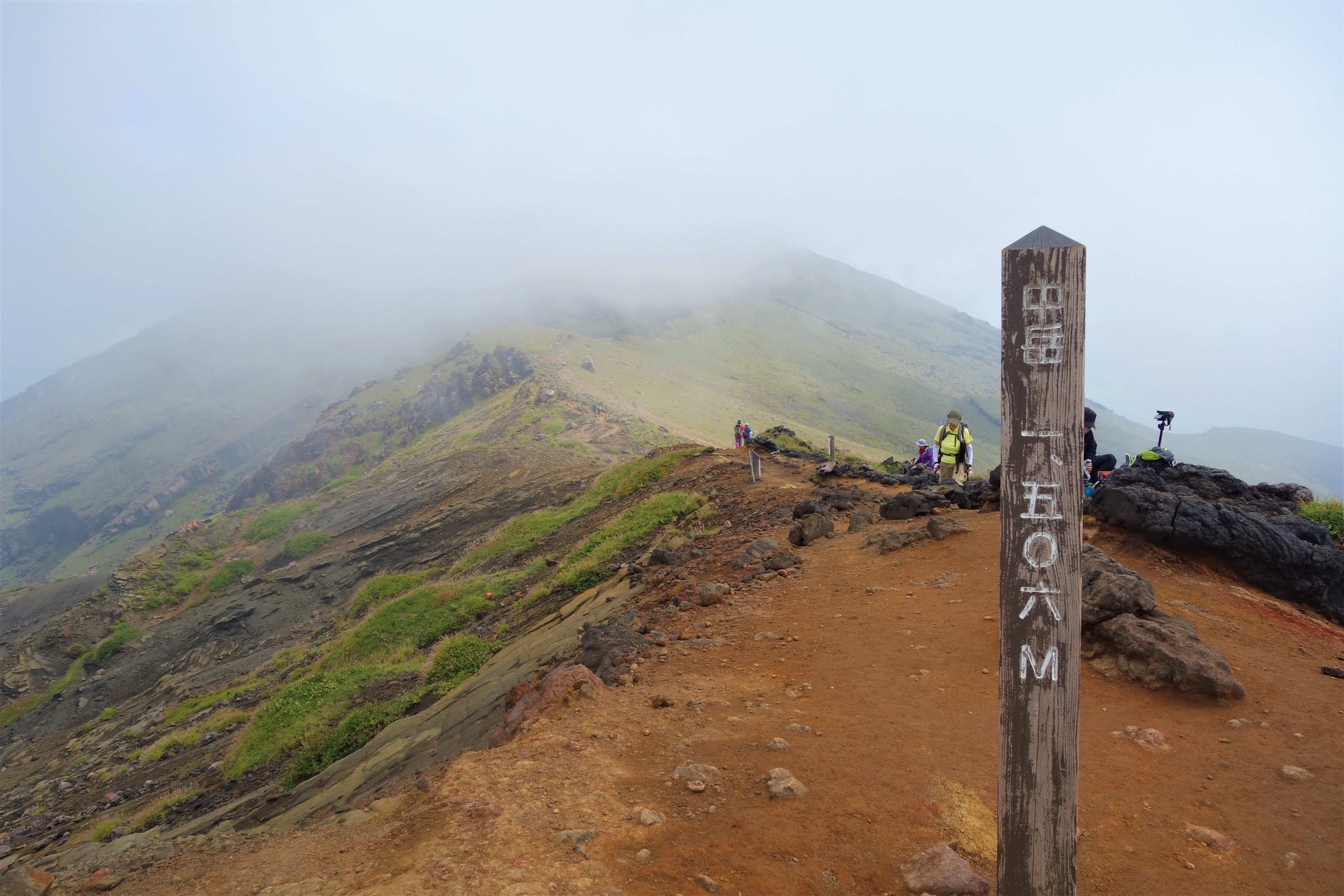
中岳から髙岳方面の眺め
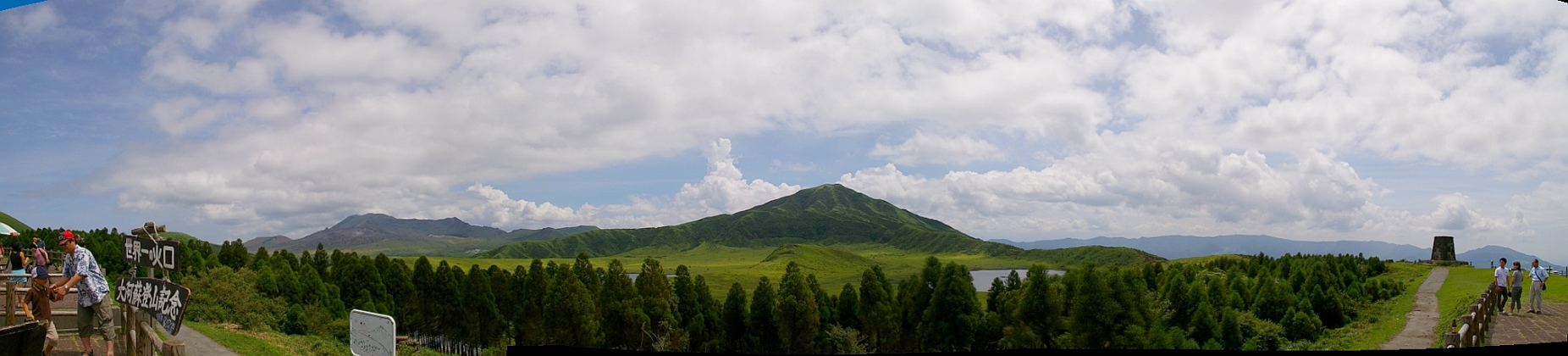
草千里ヶ浜火口と烏帽子岳成層火山(中央)